# Palazzo Nonfinito
Il Palazzo Nonfinito è un palazzo storico di Firenze, posto con il fronte principale su via del Proconsolo 12, ma con un notevole prospetto anche su borgo degli Albizi 32, del quale determina la cantonata denominata Canto de' Pazzi. L'origine del nome sta nel fatto che tanti architetti l'hanno iniziato e nessuno l'ha mai "finito". Tale denominazione si legge per la prima volta in una guida di Firenze pubblicata nel 1822 corretta da Bartolomeo Follini.
Il palazzo appare nell'elenco redatto nel 1901 dalla Direzione Generale delle Antichità e Belle Arti, quale edificio monumentale da considerare patrimonio artistico nazionale.

## Storia

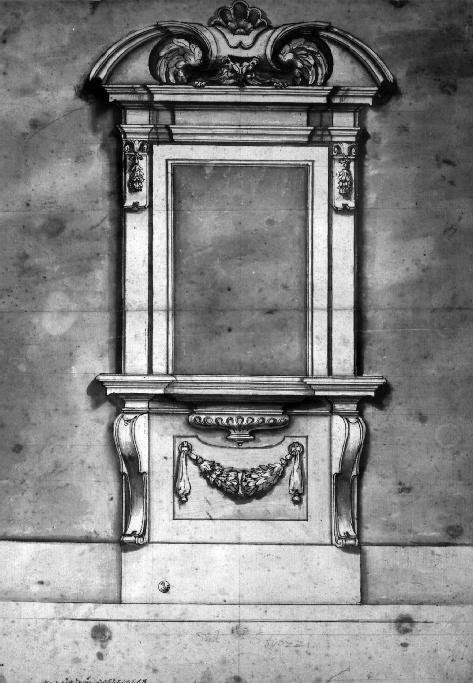
Studio autografo del Buontalenti per le finestre inginocchiate

La letteratura sul palazzo Nonfinito è abbastanza vasta. Molte sono le ipotesi avanzate dagli storici sulle origini della sua costruzione, ma solo all'inizio del secolo scorso lo storico Jodoco Del Badia ha riportato una cronologia, supportata da indicazioni archivistiche, dove sono citati con precisione avvenimenti, committenti e primo progettista.
Il palazzo venne eretto sopra alcune case e torri, beni che Alessandro Strozzi aveva acquistato da Camillo de' Pazzi, padre di santa Maria Maddalena de' Pazzi, nel novembre 1592. Furono incorporate altre proprietà adiacenti appartenenti alle famiglie Niccolini e Perini; dopo la demolizione di una bottega di speziale molto popolare, la realizzazione cominciò nel luglio 1593, come riportato in un'iscrizione sulla tribuna di borgo Albizi. Alessandro, per sopraggiunte difficoltà economiche, fu costretto a vendere l'intero complesso al fratello Roberto, metà nel 1596 e l'altra metà l'anno seguente. Spesso assente per lunghe permanenze d'affari a Venezia, Roberto lasciò comunque al fratello la direzione dei lavori, esonerandolo dalla compartecipazione alle spese. Un altro fratello, Bernardo, mise a disposizione le pietre estratte dalla propria cava sita in località Le Campora (presso la collina di Marignolle). Nella richiesta del permesso al comune per la realizzazione di finestre, viene citato l'architetto Bernardo Buontalenti.
È probabile che per il progetto il Buontalenti abbia tratto spunto dal lavoro di Michelangelo, di cui spesso studiava le opere. 

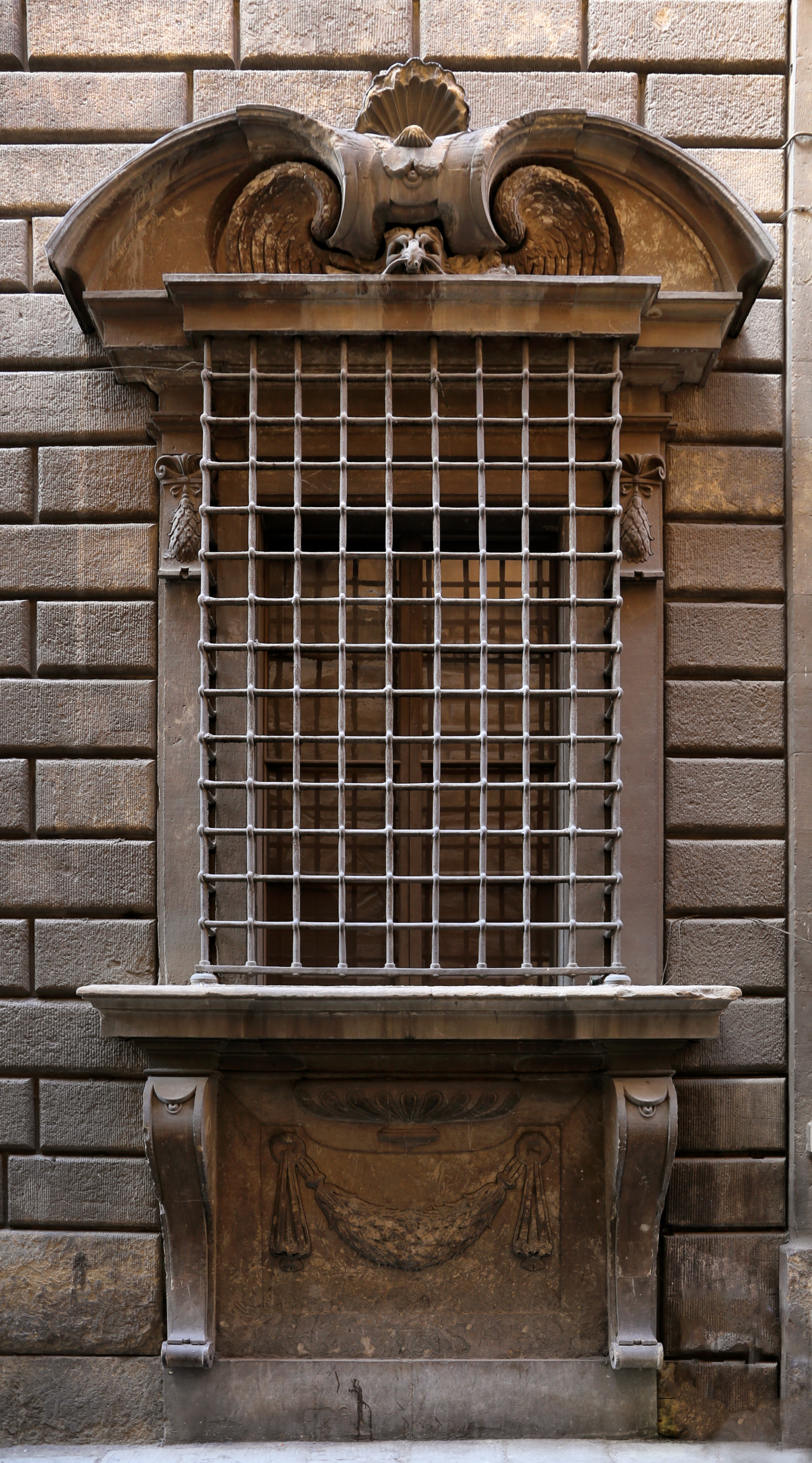
Borgo degli Albizi, finestra inginocchiata del Buontalenti

### Gli architetti
La prima notizia del palazzo si trova nel trattato L'idea dell'Architettura Universale di Vincenzo Scamozzi, architetto vicentino chiamato, a suo dire, da Roberto Strozzi con l'incarico della progettazione. Egli si attribuì interamente la paternità dell'opera; l'affermazione non poté essere smentita dal Buontalenti stesso, perché morto da alcuni anni, ma lo fu dagli storici successivi che invece evidenziarono l'alternarsi di più architetti.
Intorno alla metà del Seicento Gherardo Silvani nel suo Vita di Bernardo Buontalenti attribuì al Buontalenti la facciata di borgo degli Albizi.
Nel 1724 Ferdinando Ruggeri in Studio d'Architettura civile fornì il primo rilievo del palazzo e attribuì la realizzazione a più architetti, senza però indicare le fonti.
Filippo Baldinucci, documentando le fasi costruttive, fornì la seguente cronologia, ripresa nel 1910 anche da Walther Limburger:
- dal 1593 al 1600 venne eseguito il progetto di Bernardo Buontalenti, coadiuvato da Matteo Nigetti. A loro vengono attribuiti l'inizio dei lavori, la realizzazione del piano terra, il portale di borgo degli Albizi e le finestre inginocchiate.
- Nel 1600, entrato in contrasto con gli Strozzi circa la localizzazione dello scalone principale, poi realizzato a destra dell'atrio dall'architetto Santi di Tito, il Buontalenti abbandonò il cantiere.
- dal 1600 al 1612 a Vincenzo Scamozzi venne dato l'incarico di completare la progettazione e a Giovanni Battista Caccini di dirigere l'esecuzione dei lavori. A loro sono attribuiti l'altissimo ingresso su via del Proconsolo[15] e il primo piano ornato con lesene ioniche a ordine gigante. Inoltre al Caccini, più noto come scultore, venne attribuito lo stemma marmoreo degli Strozzi posto in alto sull'angolo del palazzo. Probabilmente lo Scamozzi ebbe a disposizione i disegni del Buontalenti[16] da cui prese spunto ma, contrariamente a quanto da lui affermato, trovò la fabbrica già avviata. Inoltre l'elenco cronologico delle sue opere riporta nello stesso periodo altri importanti cantieri avviati in Veneto e a Salisburgo[17], impegni che limitarono sicuramente la sua permanenza in città e la sua presenza in cantiere[18]. È lecito supporre che abbia solo avuto il tempo di rendersi conto dei lavori già fatti, fornire un nuovo progetto e trovare un architetto che lo eseguisse[19].
- intorno al 1604 Lodovico Cardi detto il Cigoli, allievo del Buontalenti, realizzò il cortile[20].

Dal 1612 in poi, morto il Caccini, ritornò di nuovo a dirigere i lavori il Nigetti.

### Ipotesi sul mancato completamento

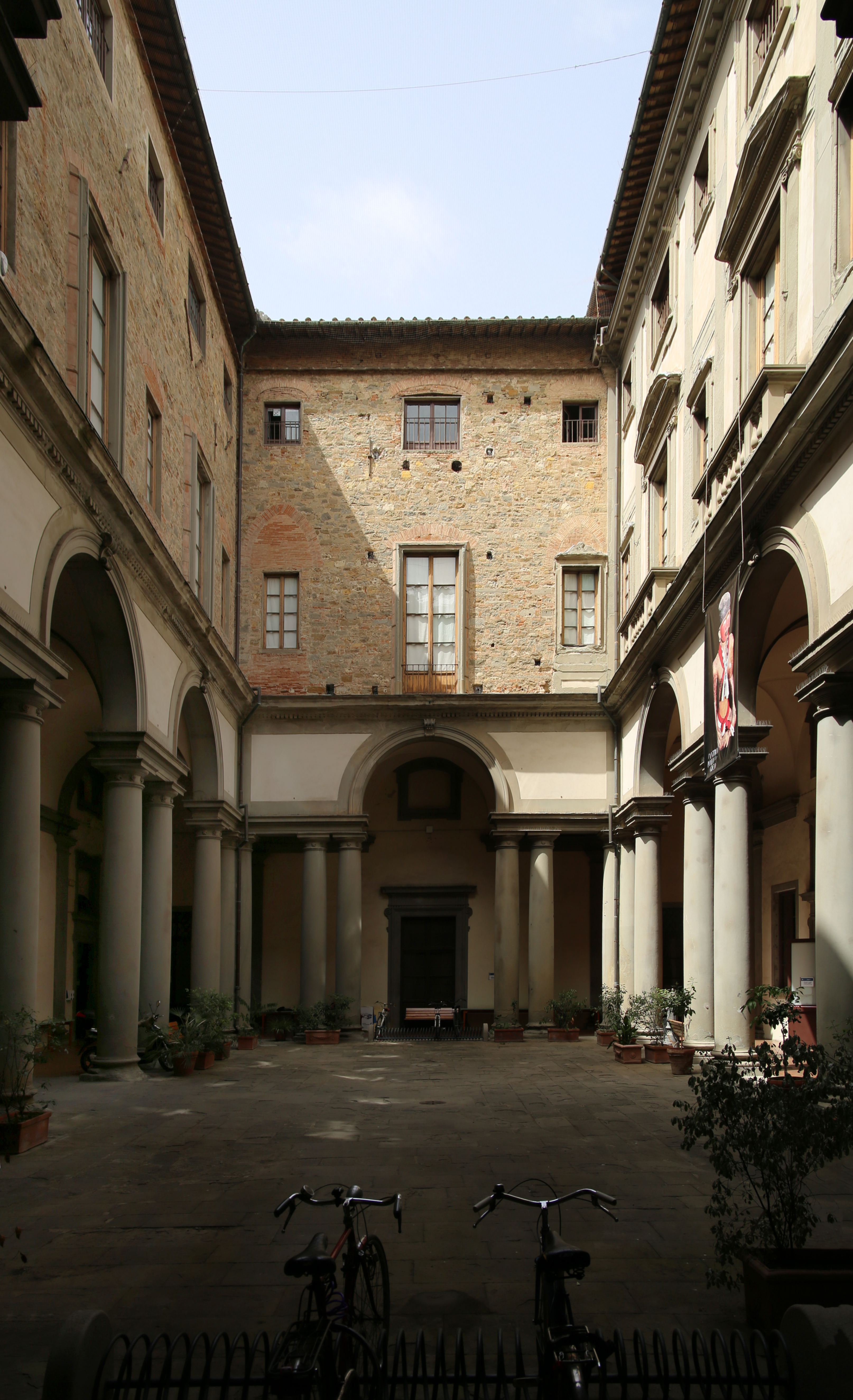
Lato incompleto del cortile

Sia nel progetto del Buontalenti che in quello dello Scamozzi il palazzo prevedeva altri due piani, ma di fatto non vennero portati a compimento nemmeno gli interni, né il prospetto principale, fatto questo che determinò la denominazione corrente di palazzo "Nonfinito".

Altre notizie, circa le fasi costruttive degli interni e i passaggi di proprietà, sono contenute nel testo di Luigi Biadi Notizie sulle antiche fabbriche di Firenze non terminate. Pur in mancanza di riscontri archivistici, Biadi ritenne che il motivo che impedì il compimento del palazzo fosse la rivalità fra importanti famiglie tradizionalmente narrata. Egli scrive: 
(Luigi Biadi)
Anche se un'ampia targa dedicatoria del 1607, posta sopra il portale di borgo degli Albizi a ricordo della munificenza di Ferdinando I de' Medici, farebbe pensare a rapporti più distesi almeno con i Medici, il Biadi ritenne che l'impedimento fosse stato la vera causa del mancato completamento, senza il quale Roberto Strozzi avrebbe potuto facilmente portare l'opera a compimento con la collaborazione dello Scamozzi, o del Caccini, o del Cigoli; il Biadi non accenna a probabili problemi economici della famiglia Strozzi.

### Passaggi di proprietà e destinazioni d'uso

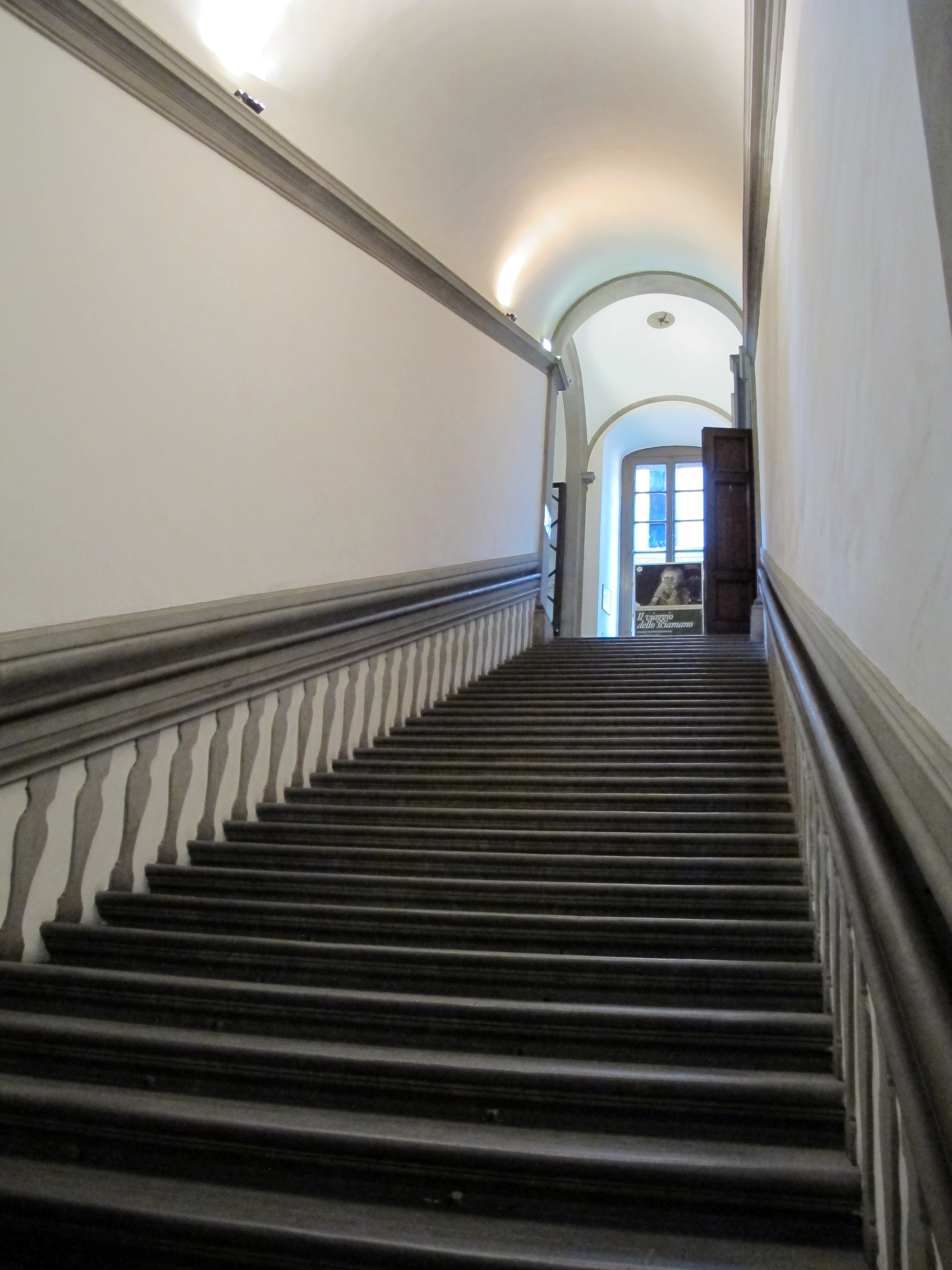
Scalone realizzato dall'architetto Santi di Tito

Dagli Strozzi la proprietà nel 1802 passò a Giovanni Guasti che nel 1814 la rivendette al Regio Governo della Toscana; Pasquale Poccianti fu chiamato ad adattare i locali per sistemarvi gli uffici della Regia Dogana, i dipartimenti della Camera di Comunità e del Soprasindaco, e l'ufficio della Deputazione di Mendicità. Nel 1850 vi si trovavano la Prefettura, l'Ufficio Stranieri e la Delegazione del quartiere di San Giovanni.
Passato dal 1865 al Regno d'Italia, nel periodo di Firenze Capitale (1865-1871) il palazzo fu scelto come sede del Consiglio di Stato e interessato da lavori di consolidamento, restauro e decorazione di alcuni ambienti su progetto dell'architetto Francesco Mazzei, con la direzione del cantiere affidata all'ingegnere Nicola Nasi.
Fu acquistato e utilizzato dalle Poste e Telegrafi dal 1901 al 1911 (non essendo ancora stato costruito il palazzo delle Poste Centrali in via Pellicceria; nel 1917 venne occupato da uffici militari dopo adeguati lavori per l'accasermamento.

### Museo di antropologia ed etnologia
Dopo essere stato concesso all'Università degli Studi di Firenze nel 1919, il palazzo venne individuato quale sede del Museo nazionale di antropologia ed etnologia, fondato da Paolo Mantegazza, e qui trasferito nel 1924 e ufficialmente inaugurato nel 1932. Il museo venne accresciuto in seguito da Aldobrandino Mochi, Nello Puccioni e altri, e oggi custodisce reperti di popoli di tutto il mondo, divisi per aree geografiche.

### Restauri
Pochi anni dopo l'apertura del museo la facciata fu interessata da importanti restauri condotti tra il 1938 e il 1944 diretti da Piero Sanpaolesi. Subì alcuni danni durante il conflitto mondiale e venne restaurato nel 1948. Altri restauri furono effettuati nel 1956, 1967, 1972.

## Descrizione

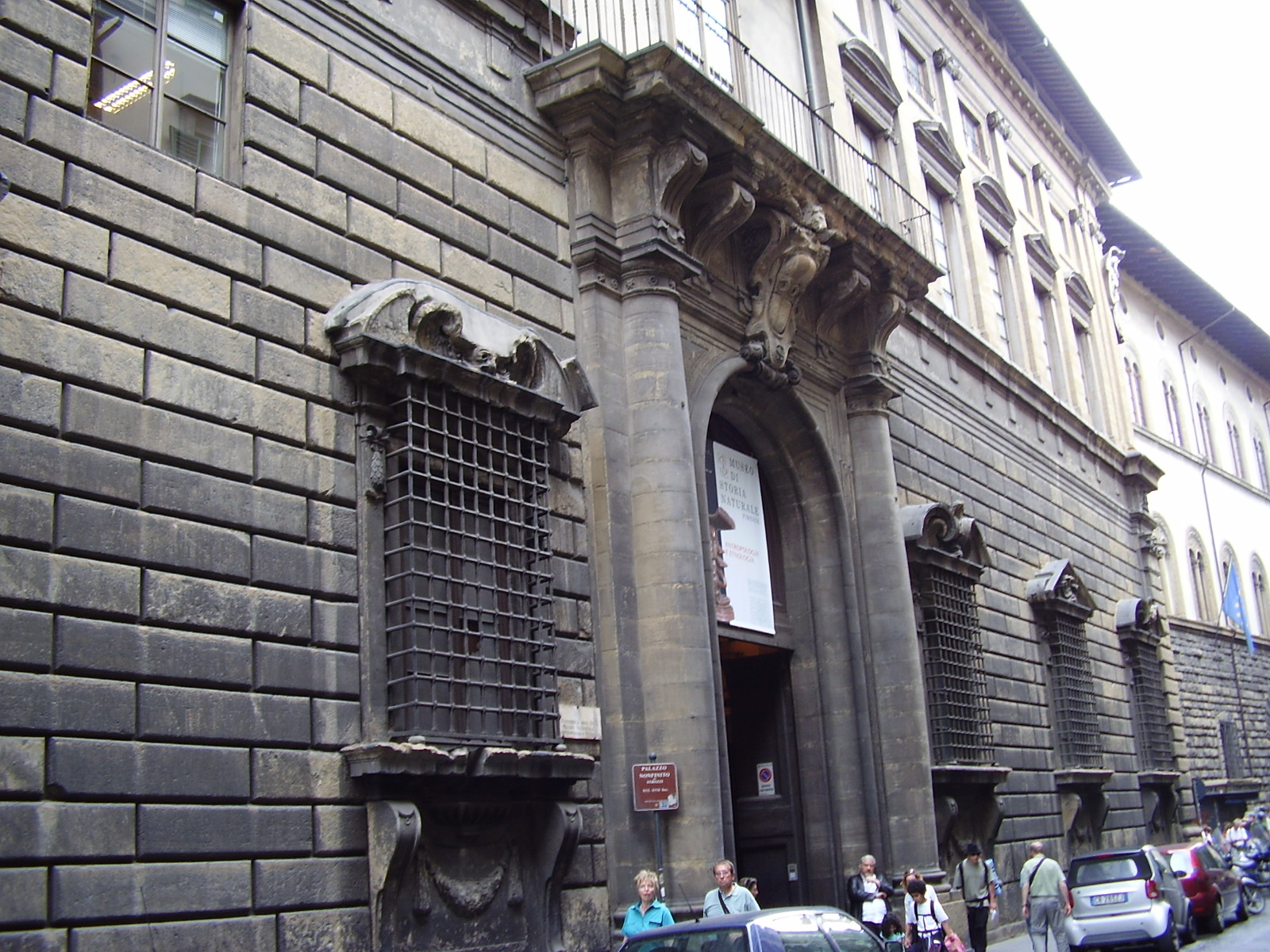
Ingresso in via del Proconsolo

Il piano terreno è stato costruito tra il 1593 e il 1600 da Bernardo Buontalenti, coadiuvato da Matteo Nigetti. L'esterno è caratterizzato da bugne piatte, da monumentali pilastri angolari e da grandi finestre inginocchiate. Queste poggiano su grandi mensoloni, sono chiuse da una grata e coronate da un timpano. Alcuni timpani sono triangolari, altri sono spezzati e accartocciati, e recano all'interno una figura zoomorfa che ricorda un pipistrello dall'aspetto sinistro. Tali figure a fine ottocento ispirarono una leggenda scritta da Charles Godfrey Leland, secondo la quale Roberto Strozzi avrebbe fatto un patto con il diavolo, il quale, maledicendo l'edificio, ne avrebbe impedito il completamento per sempre.

### Via del Proconsolo
Sei finestre inginocchiate sono disposte al piano terreno simmetricamente rispetto al grande e alto portone ad arco attribuito al Caccini. Il portone è sormontato da un balcone e dallo stemma degli Strozzi, con la data 1614. In prossimità della cantonata in alto è ben visibile un altro stemma in marmo, molto ornato, con due figure femminili che sorreggono lo scudo con l'arme della famiglia; scultura questa riconducibile al Caccini.

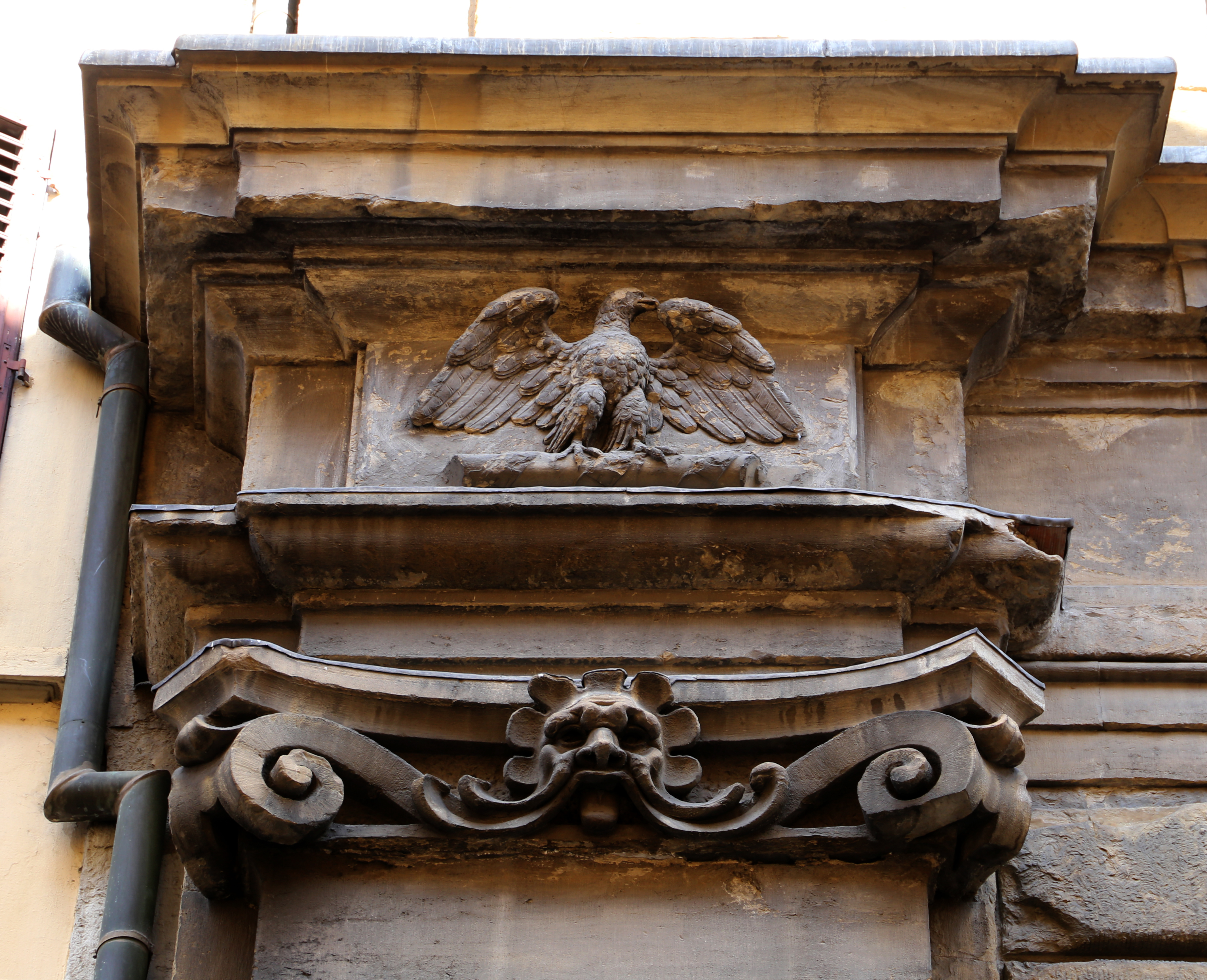
Emblema Strozzi sul capitello d'angolo
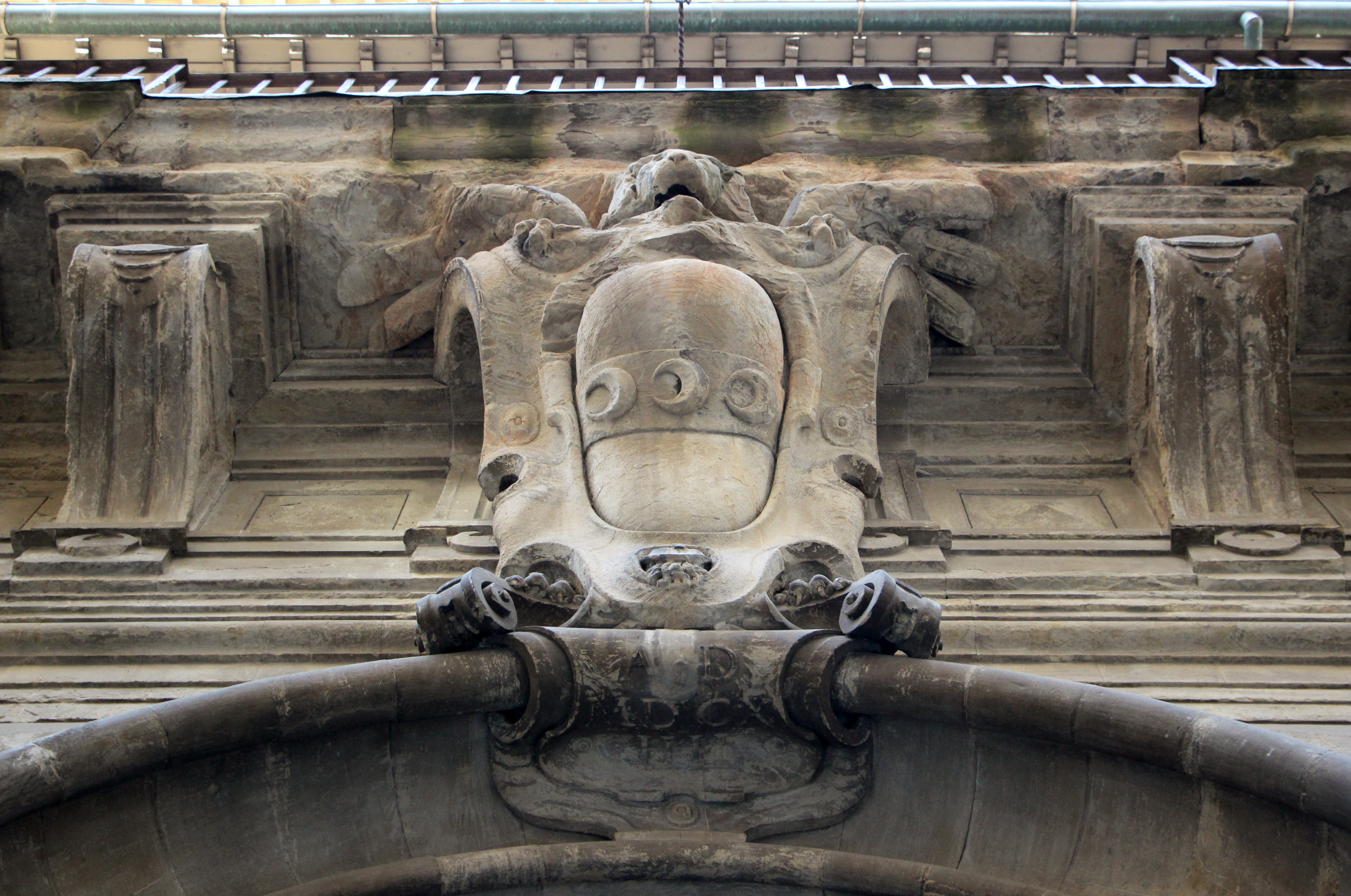
Stemma Strozzi del Buontalenti
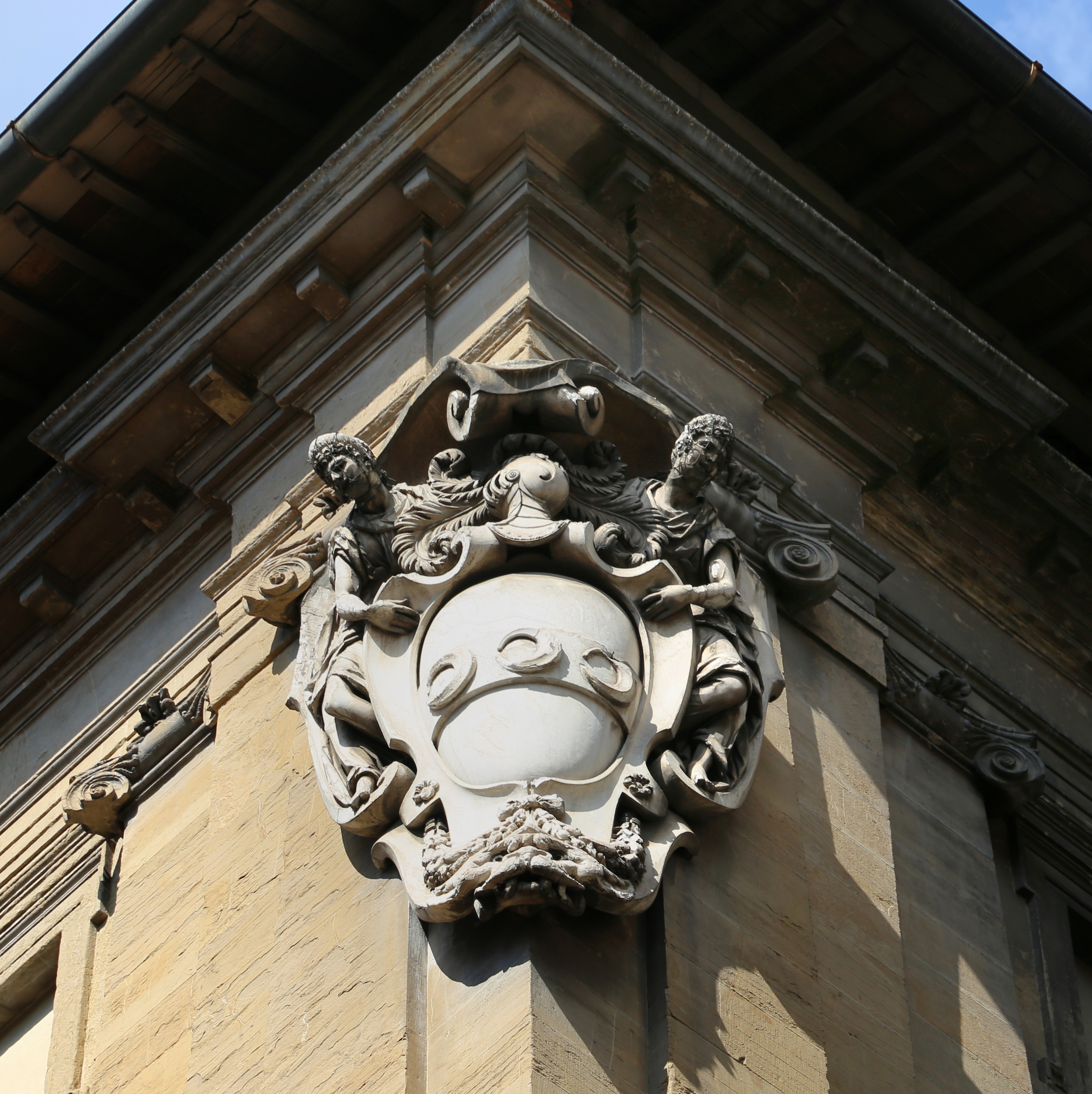
Stemma d'angolo attr. al Caccini

### Borgo degli Albizi

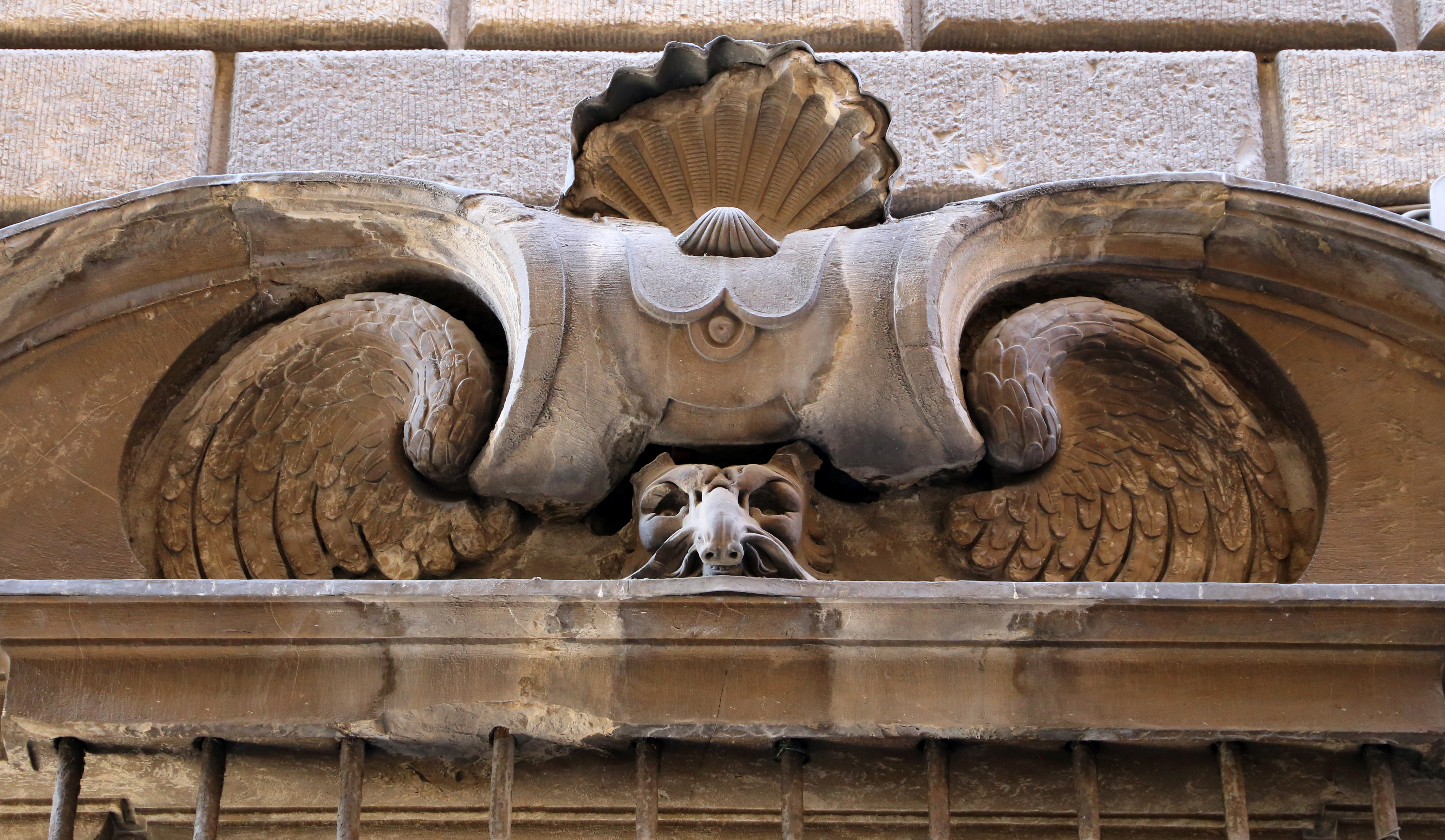
Timpano con mostro alato

Per quanto considerato prospetto secondario rispetto a quello di via del Proconsolo, l'edificio presenta su borgo degli Albizi un fronte completo in ogni dettaglio; a questa porzione Ferdinando Ruggieri dedica la maggior parte dei rilievi da lui effettuati, ribadendo la paternità del primo piano a Bernardo Buontalenti, quella del secondo a Vincenzo Scamozzi.
Le quattro grandi finestre inginocchiate al piano terreno si dispongono rispetto ad un asse centrale segnato da un grande portone, coronato in alto da una finestrella rettangolare e al di sopra dallo stemma Strozzi trattenuto da un leone alato. Superiormente si trova una balaustrata oltre la quale si apre un grande finestrone chiuso da un arco poggiante su colonne binate, sormontate da capitelli figurati e da un'iscrizione dedicatoria.
| M · D · C · VII FERD · MED · M · ÆETRVRIÆ DVCIS · III · AVSPICIIS ROBERTVS STROZZA CAMILLI F · F · |

Traduzione: «1607, sotto gli auspici di Ferdinando II de' Medici granduca di Toscana, [questo palazzo] fece fare Roberto di Camillo Stozzi».
Sulla sinistra si trova una piccola edicola, inserita nel bugnato, che un tempo accoglieva al suo interno una Crocifissione purtroppo scomparsa.
Al piano terra, mascherata da un finto bugnato, è appena visibile una piccola porta segreta che corrisponde al numero civico 30, utilizzata come passaggio secondario dagli informatori che si recavano agli uffici della Regia Dogana.

### Il cortile

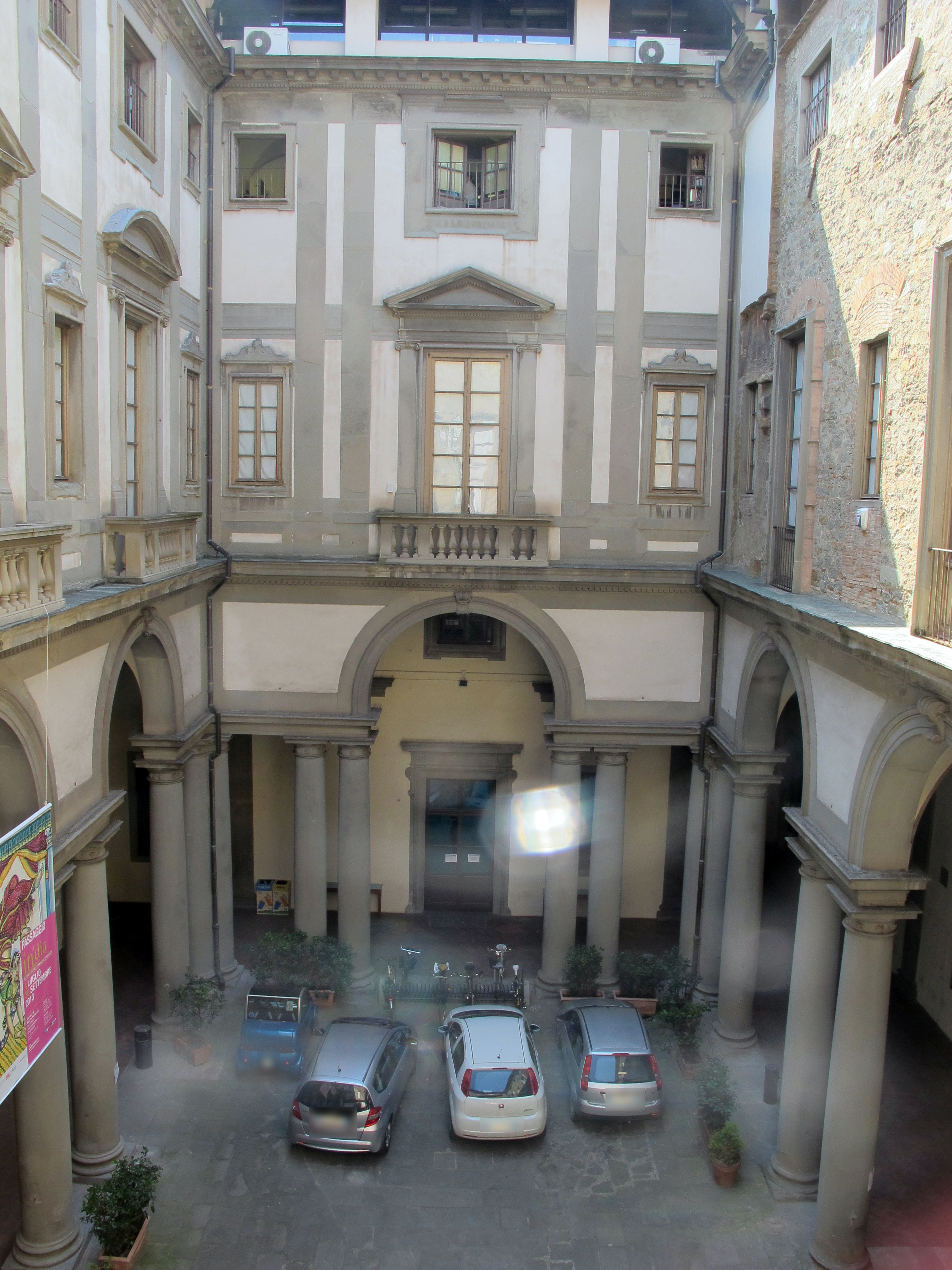
Cortile attribuito a Lodovico Cigoli

Il cortile è caratterizzato da influenze venete forse ispirate dallo Scamozzi, reinterpretate con elementi tipicamente fiorentini. Dispone di un loggiato a piano terra ornato da motivi a serliana su colonne tuscaniche; due dei quattro lati realizzati a squadra nel 1604, sono riconducibili a Lodovico Cardi detto il Cigoli. Gli altri due sono frutto del completamento in stile attuato dall'ingegner Nasi nel 1865-1866. In una nicchia, prospetticamente realizzata davanti all'ingresso principale, si trova una statua cinquecentesca, Perseo che uccide il drago, dello scultore Giovanni Battista Lorenzi.
Nel loggiato a destra si trovano un busto di Paolo Mantegazza, fondatore del Museo di Antropologia, realizzato da Ettore Ximenes, il ricordo marmoreo di Nello Puccioni e il medaglione a ricordo di Aldobrandino Mochi; entrambi arricchirono con le loro donazioni le collezioni del museo.
Lo scalone, causa dei contrasti fra il Buontalenti e gli Strozzi, si sviluppa a destra dell'atrio e occupa uno spazio considerevole; è coperto da volte a botte e si snoda ad angolo a gomito a tre rampe.
Al piano terra esiste un salone molto grande, rettangolare coperto da una volta a padiglione, con tre porte che accedono ad altre due sale.

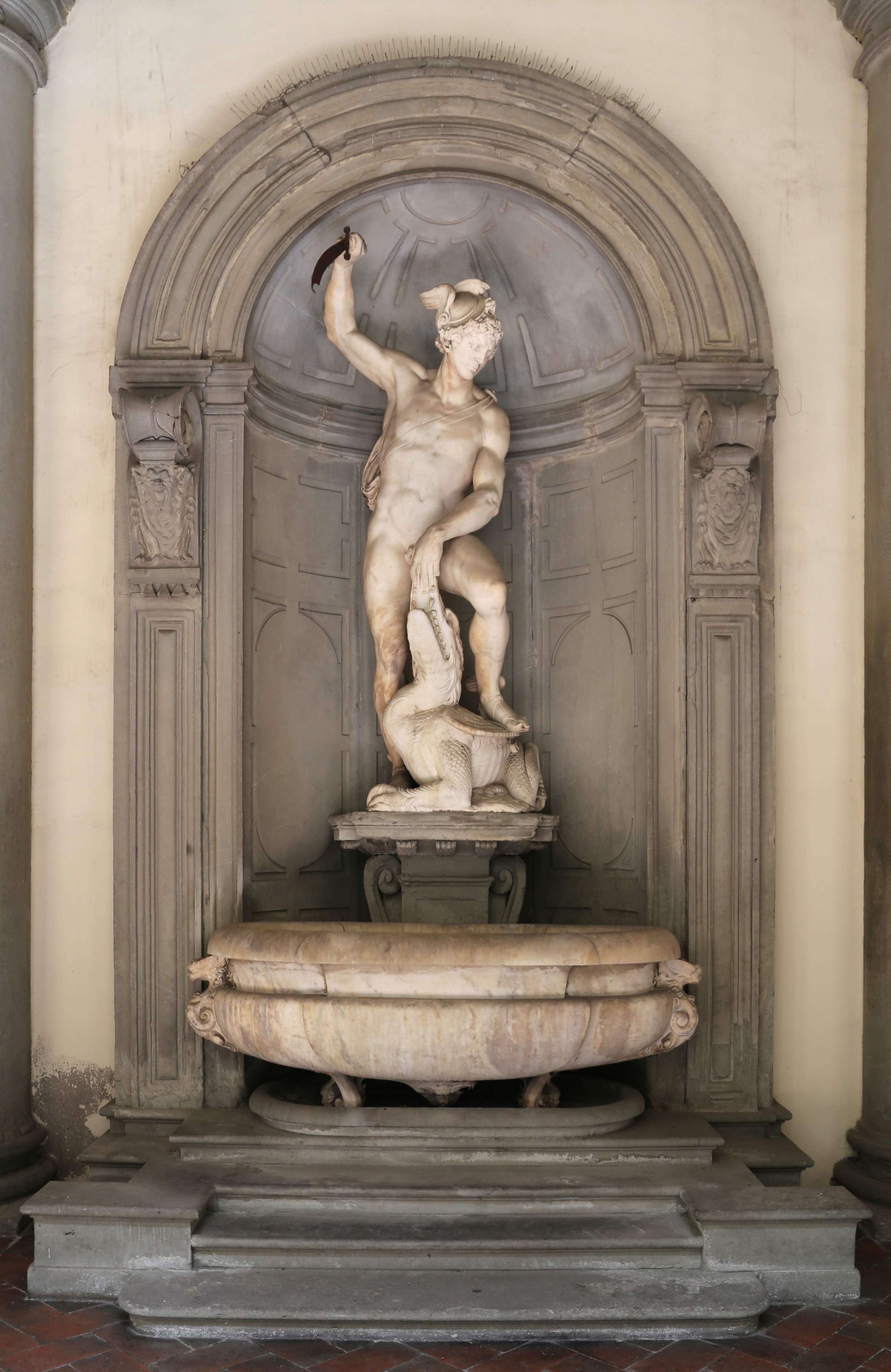
Giovanni Battista Lorenzi, Perseo che uccide il drago
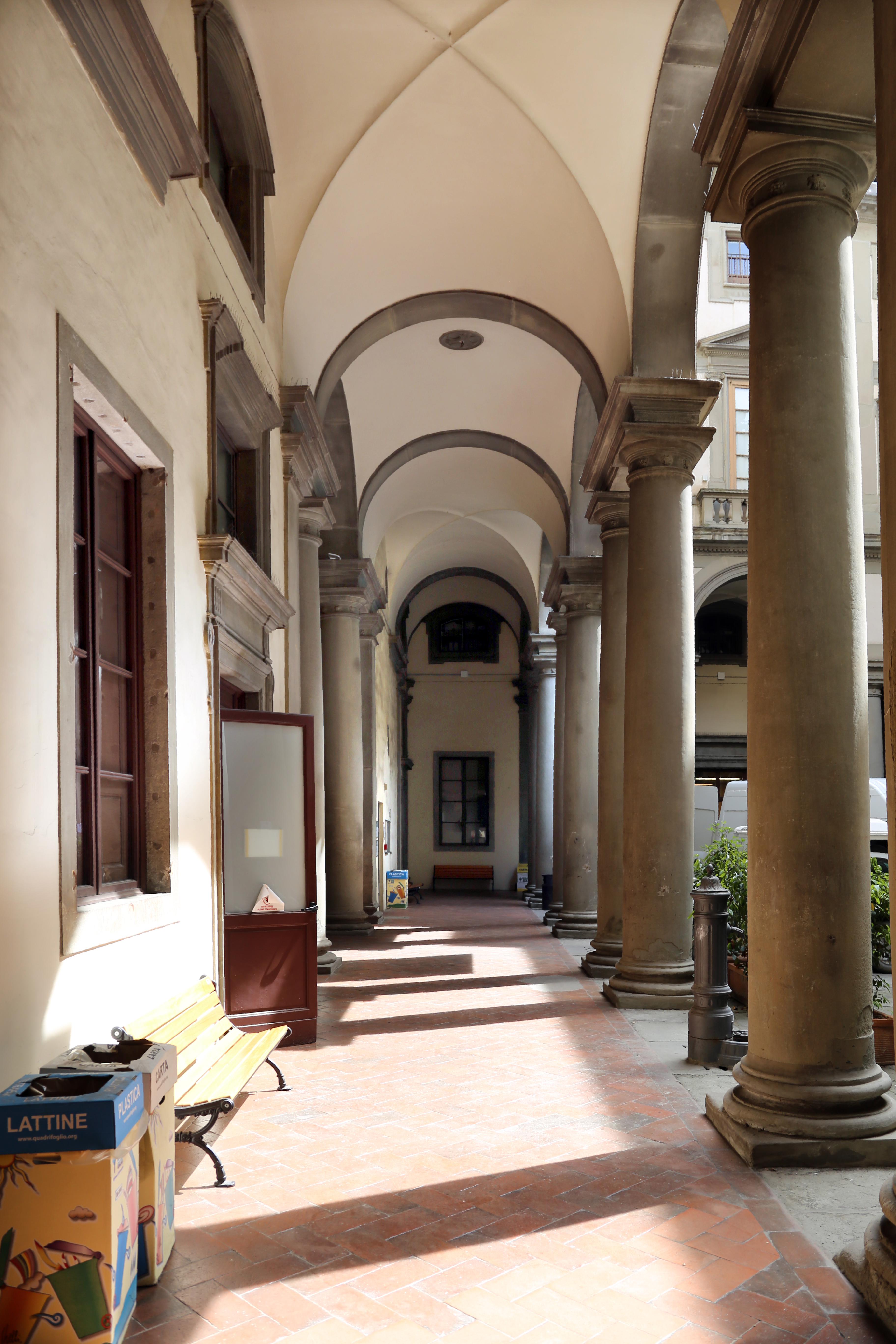
Loggiato
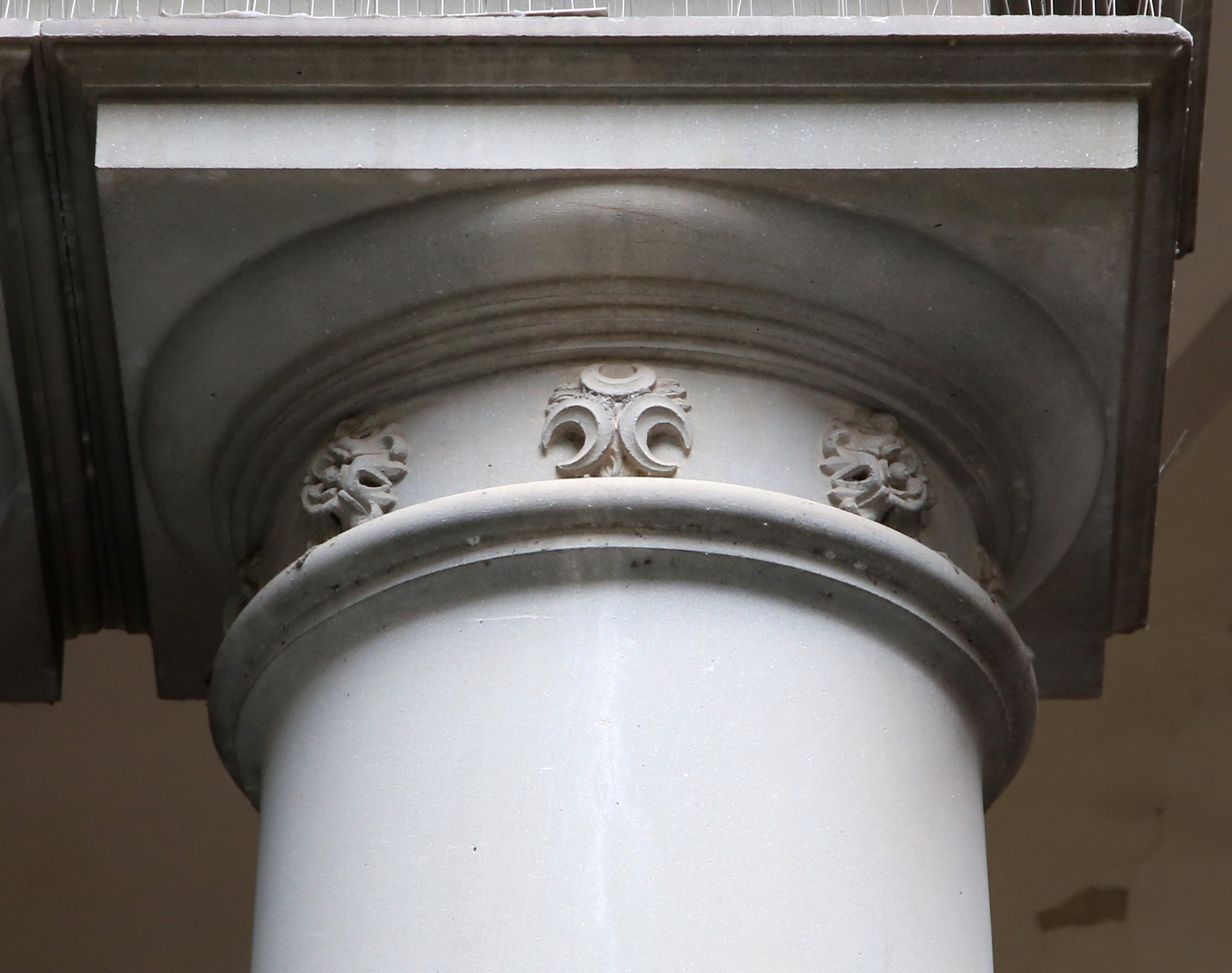
Emblemi Strozzi nei capitelli delle colonne
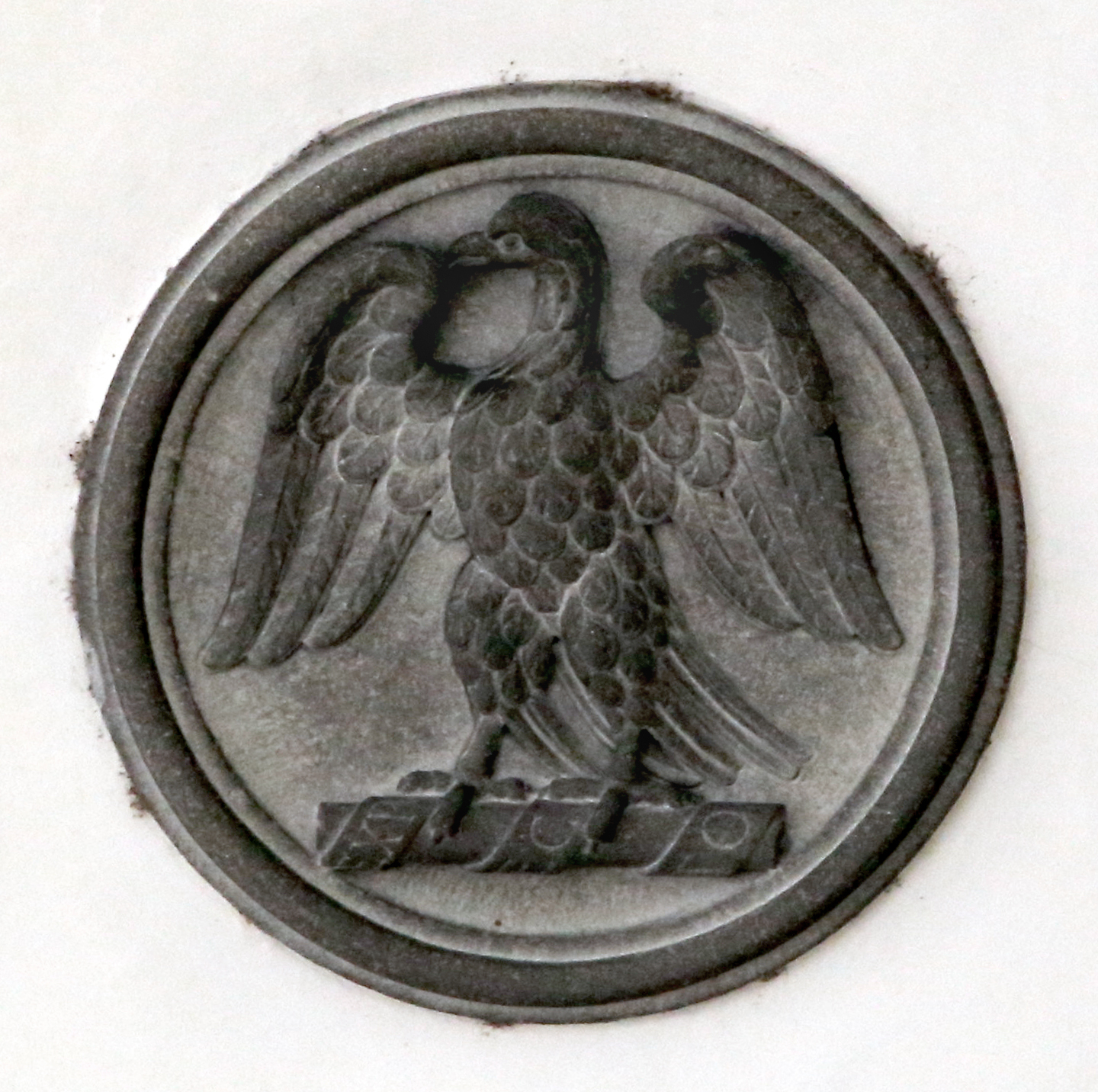
Emblema Strozzi del falco che si strappa le penne, in una chiave di volta
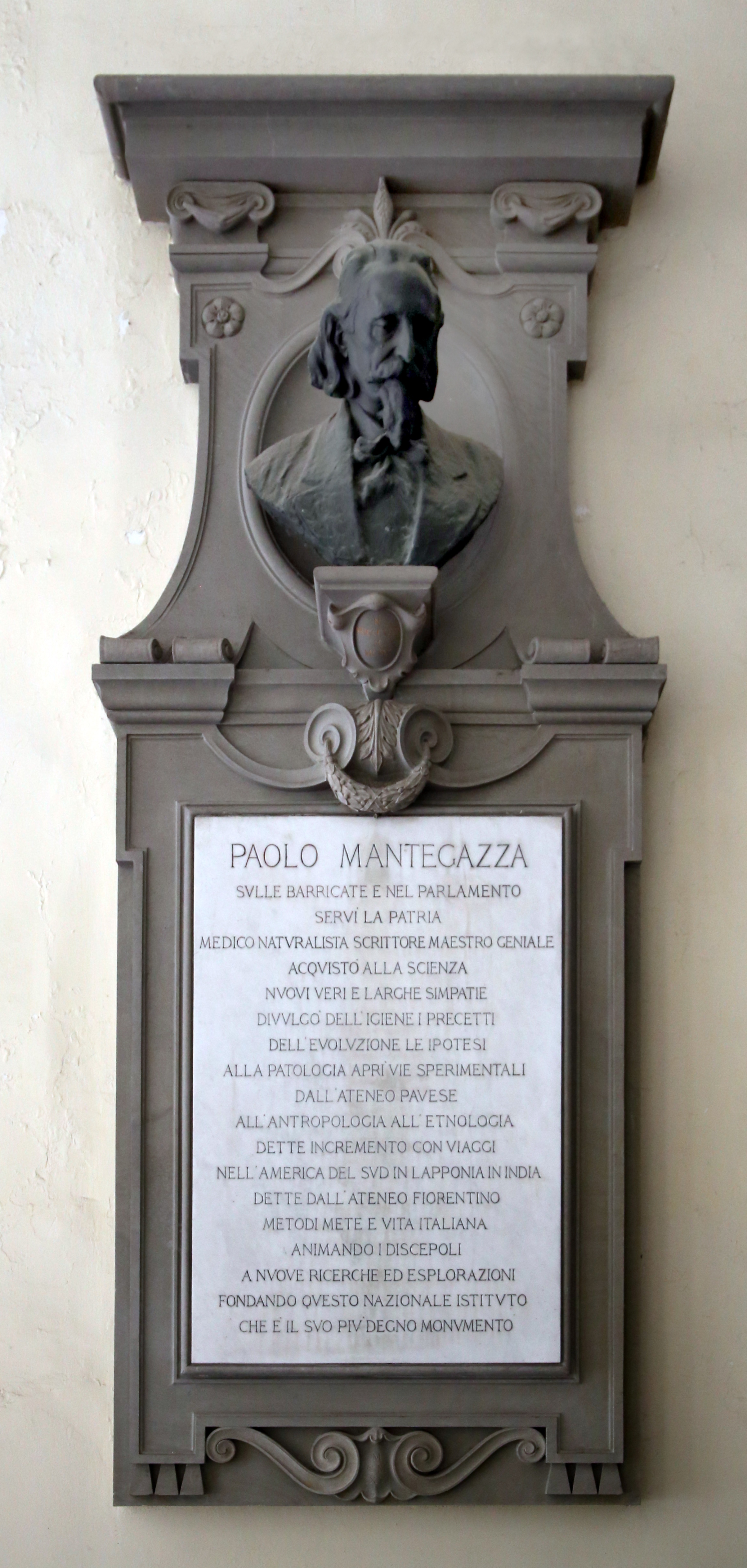
Lapide e busto a Paolo Mantegazza
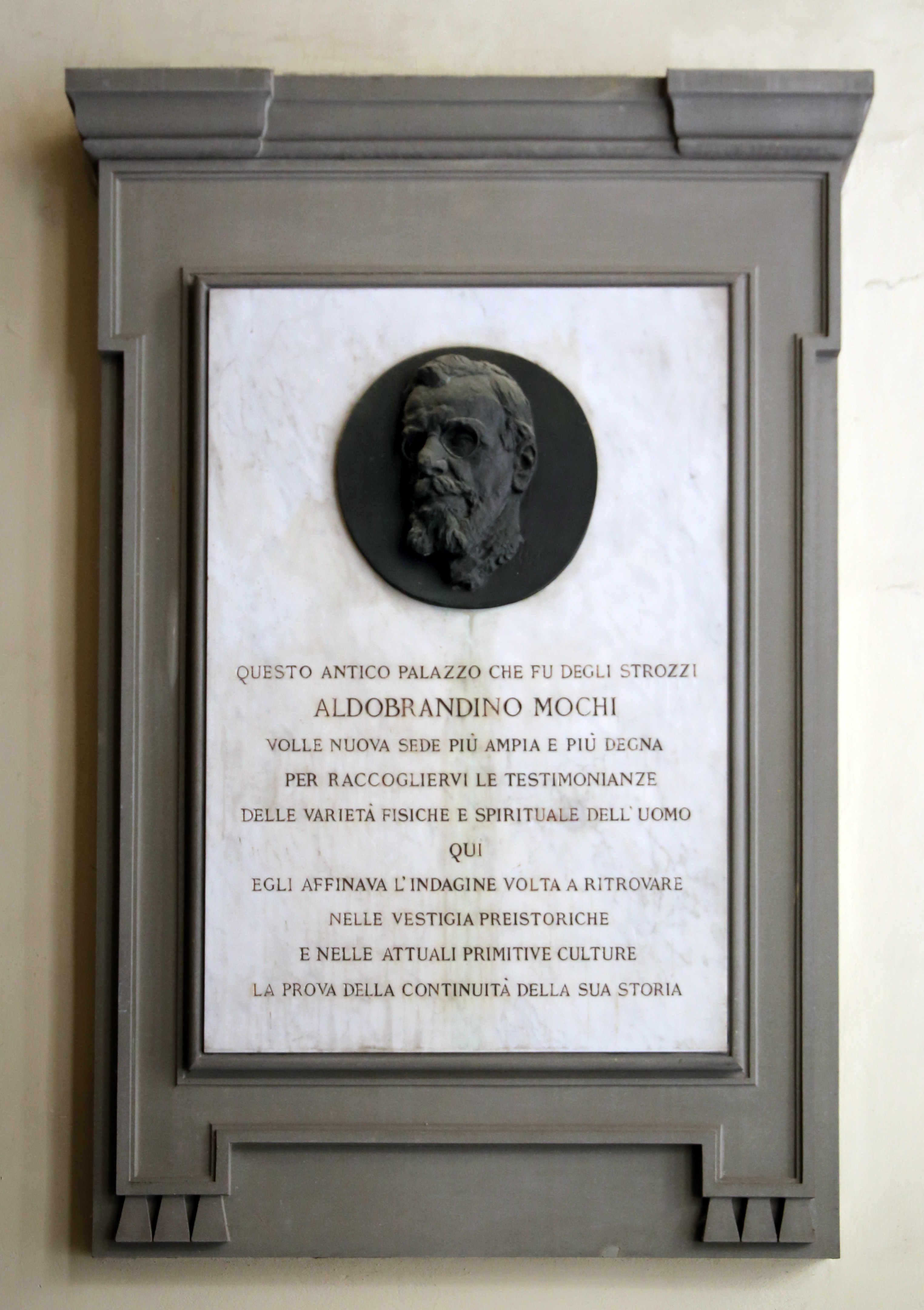
Monumento ad Aldobrandino Mochi
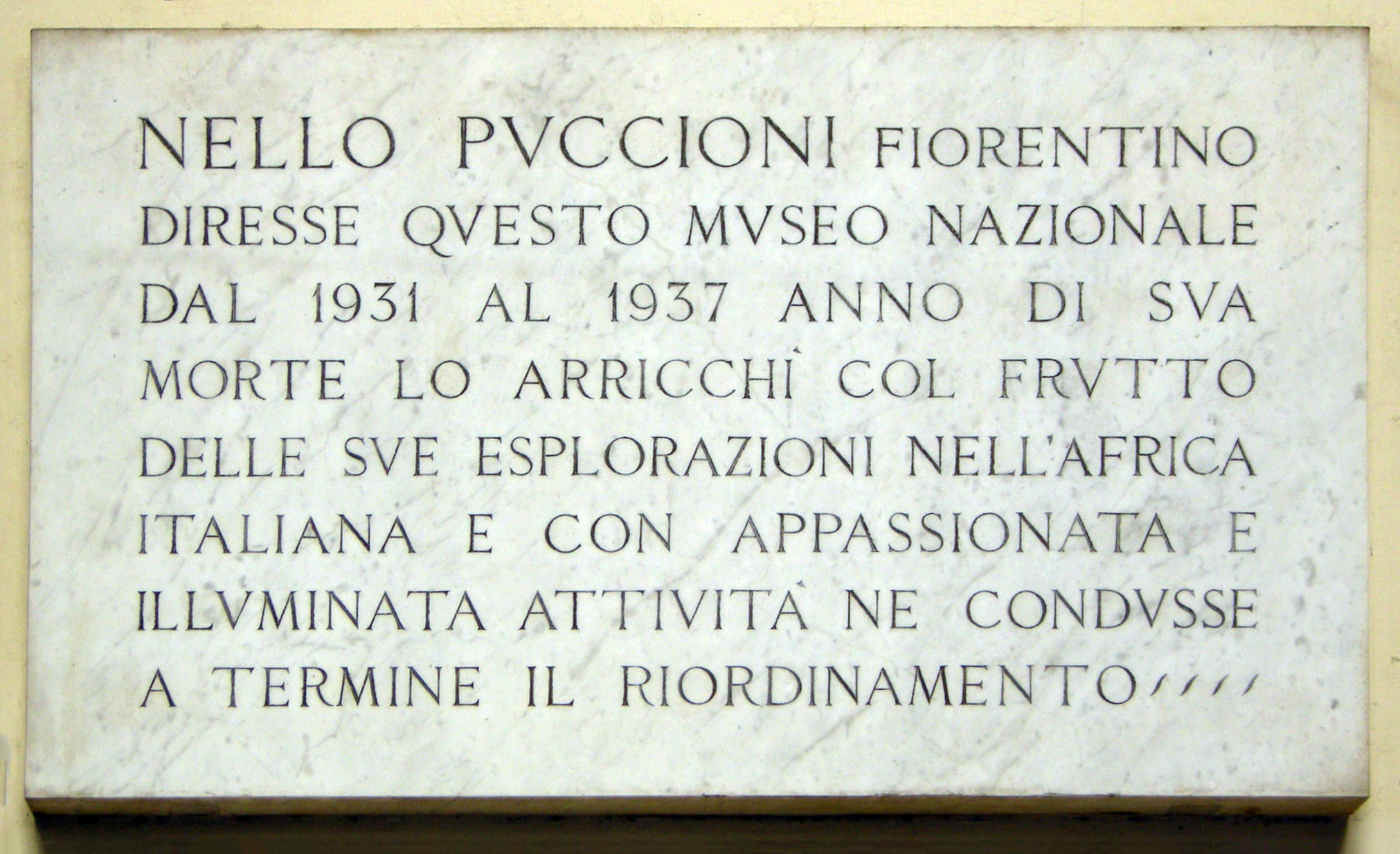
Lapide a Nello Puccioni

### Interno

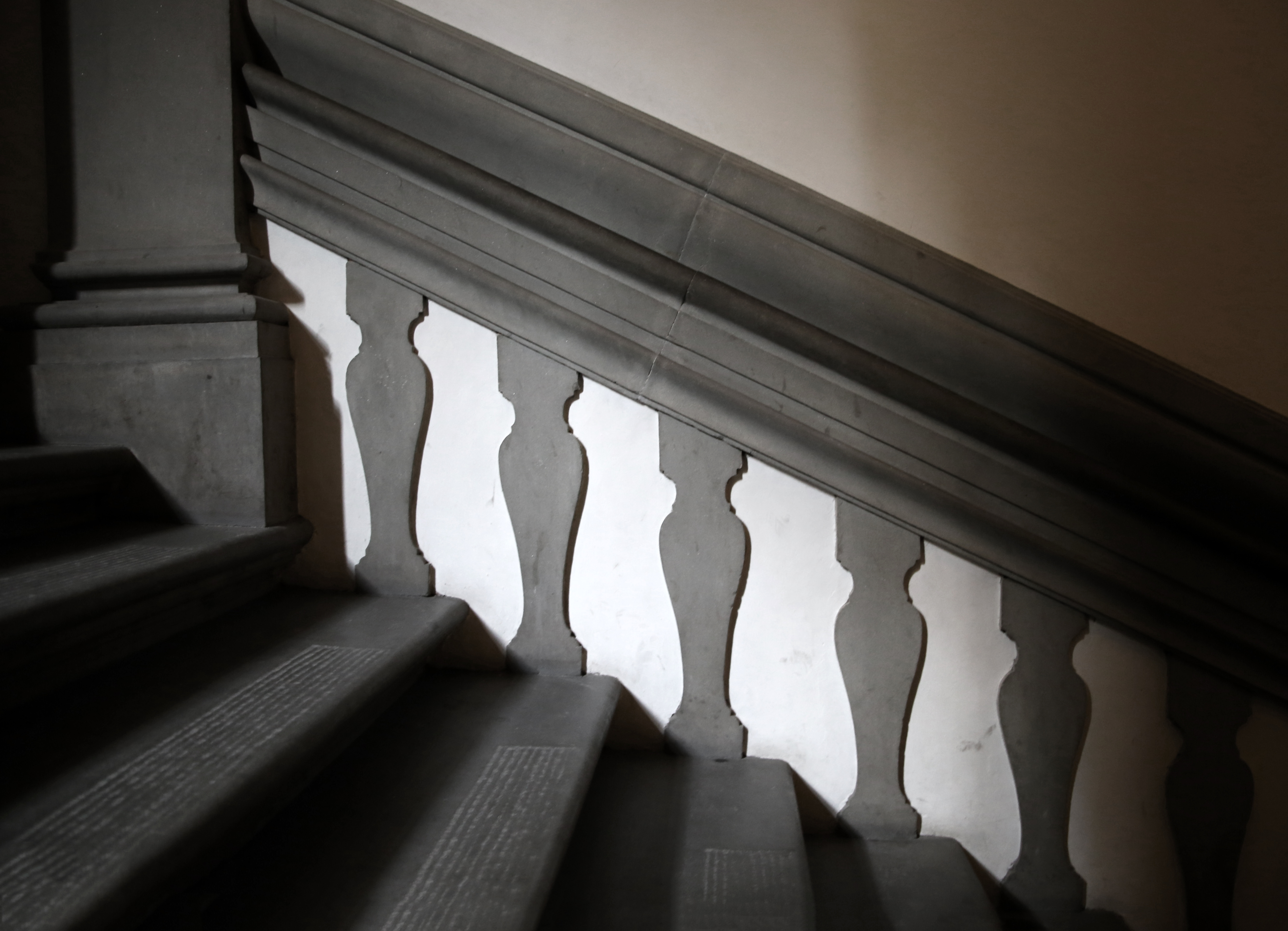
Corrimano dello scalone

Al piano terra restano alcune sale del progetto buontalentiano: in particolare una sala d'angolo in cui sono presenti alcuni elaborati peducci con gli emblemi strozziani del falco che si strappa le penne e dell'agnello. In un'altra sala si trova un dipinto seicentesco sulla volta con la rappresentazione del nano di compagnia della famiglia Cospi.
Lo scalone si distingue per l'originale disegno dei corrimano, sorretto da file di sagome di balaustrini in pietra. Al piano nobile, nelle sale del museo, si trovano alcuni soffitti affrescati al tempo di Firenze Capitale, con stemmi Savoia e delle città italiane, e figure allegoriche.

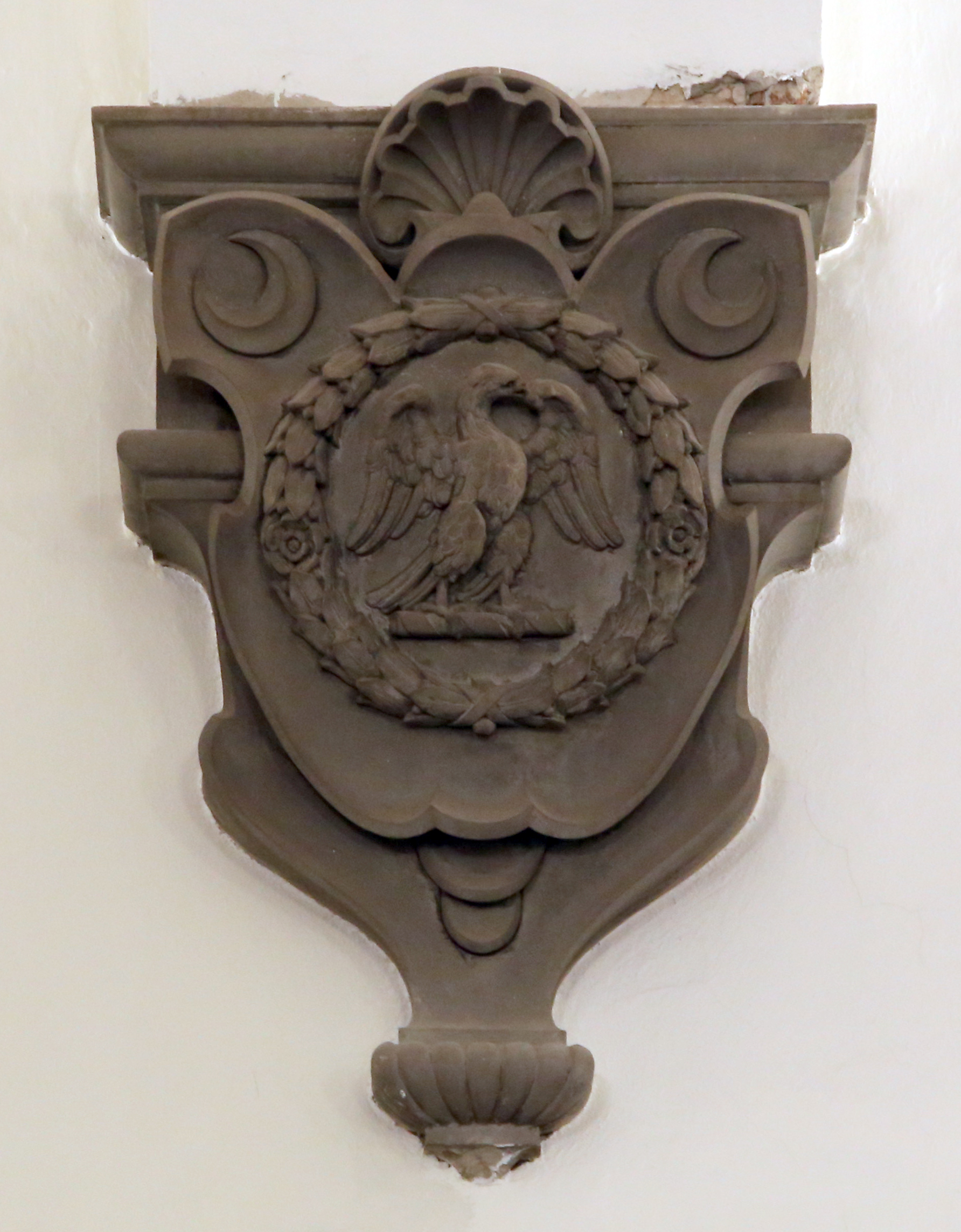
Peduccio buontalentiano con emblema del falco
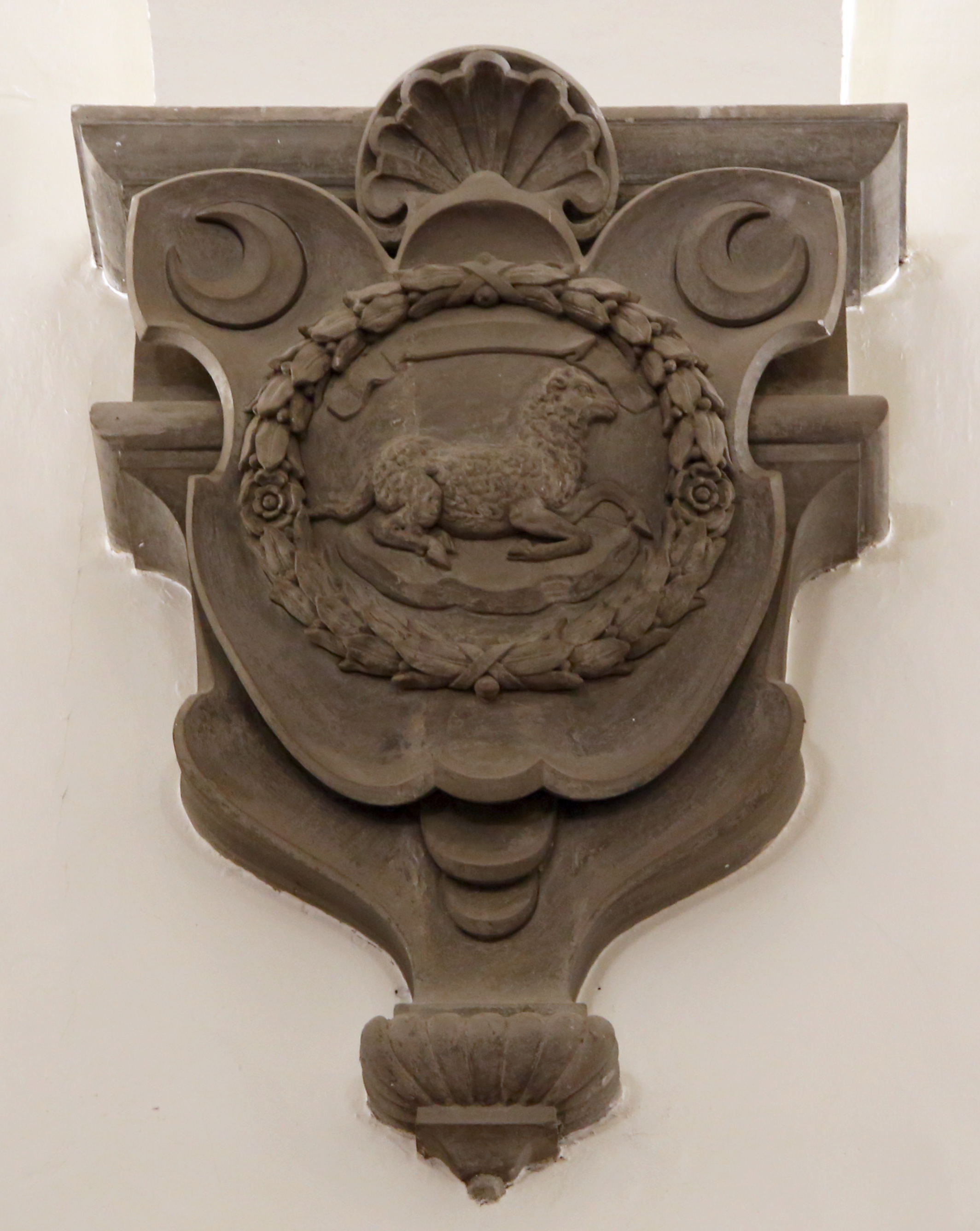
Peduccio buontalentiano con emblema dell'agnello
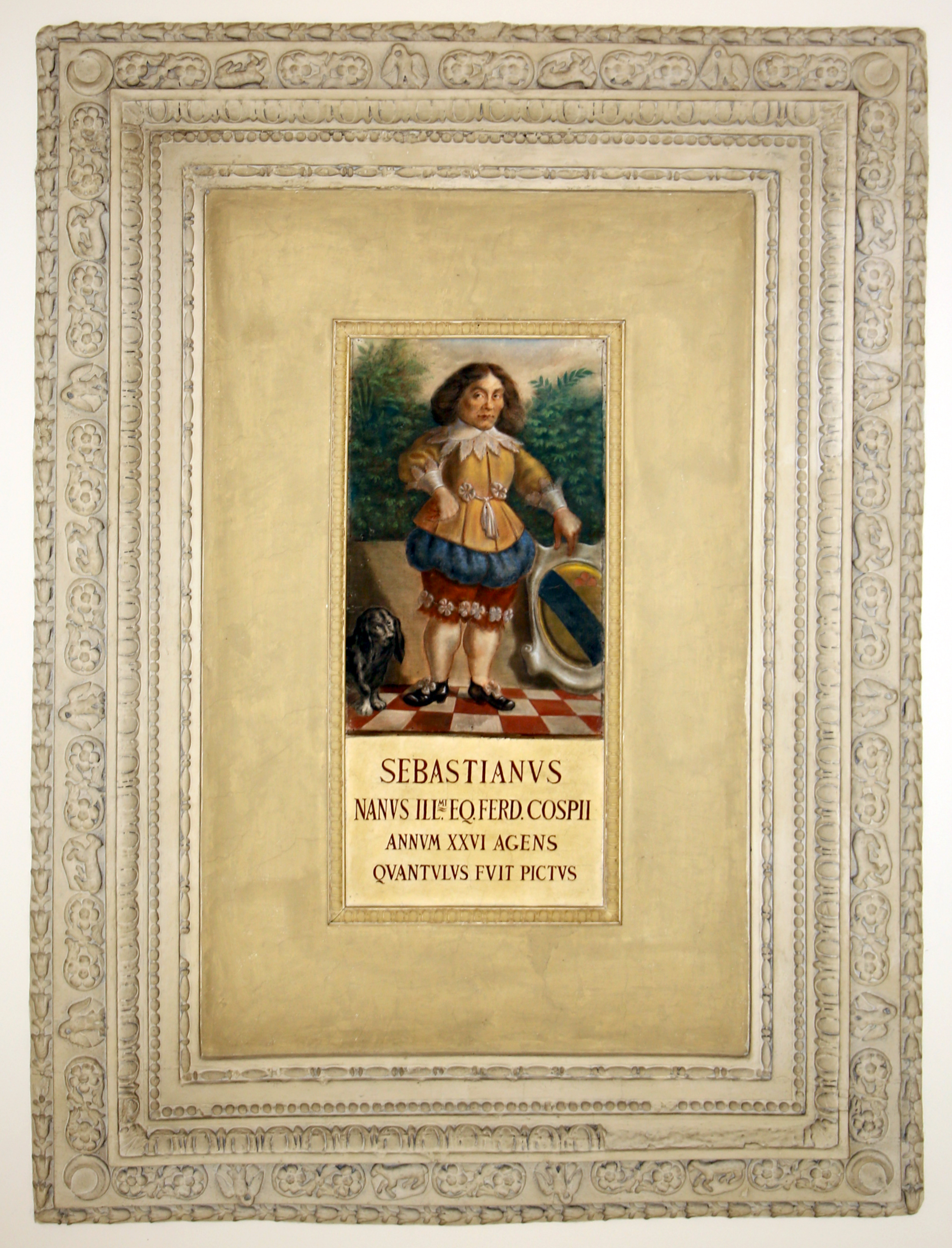
Soffitto con nano di corte
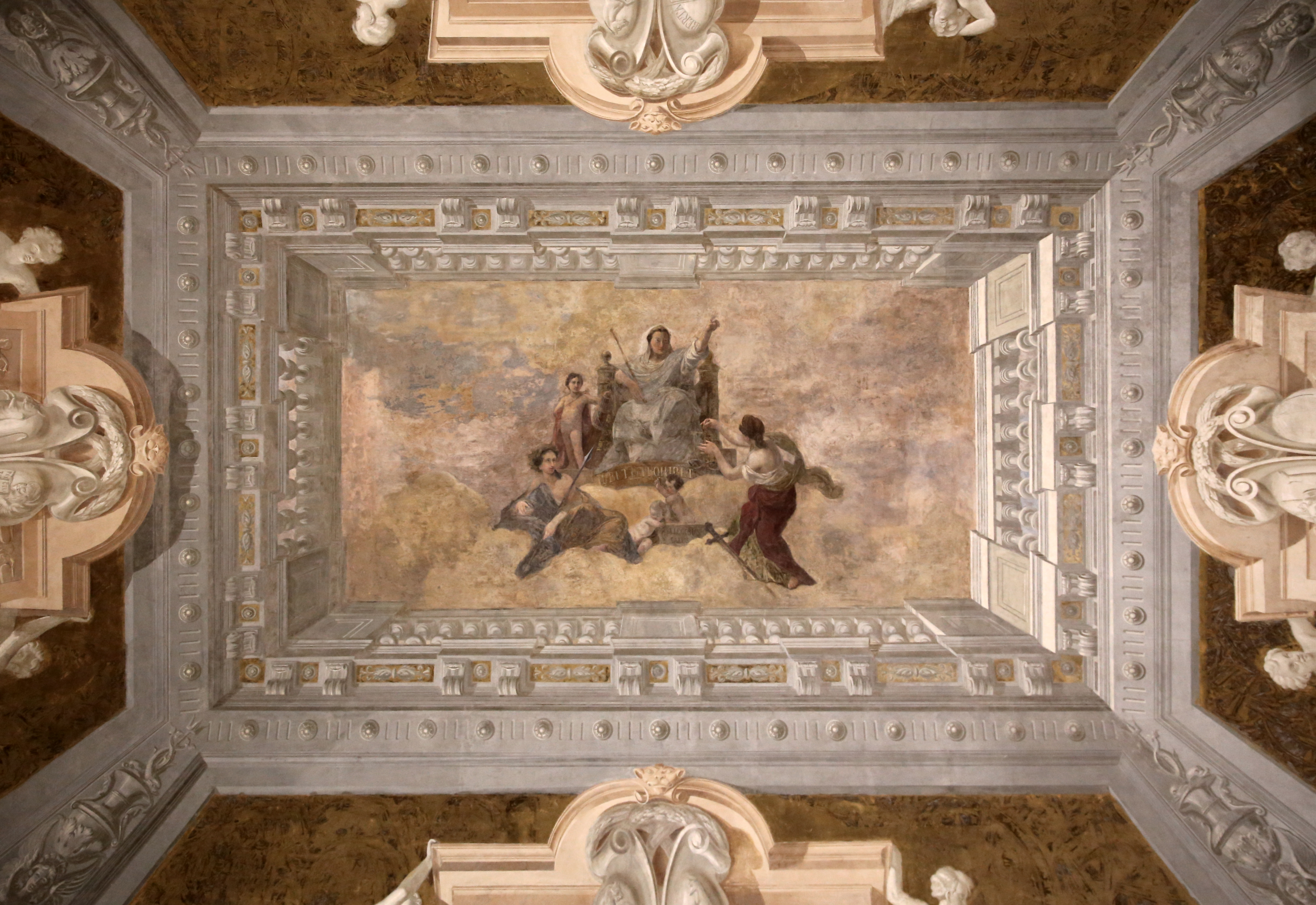
Soffitto affrescato con figure allegoriche

## Note

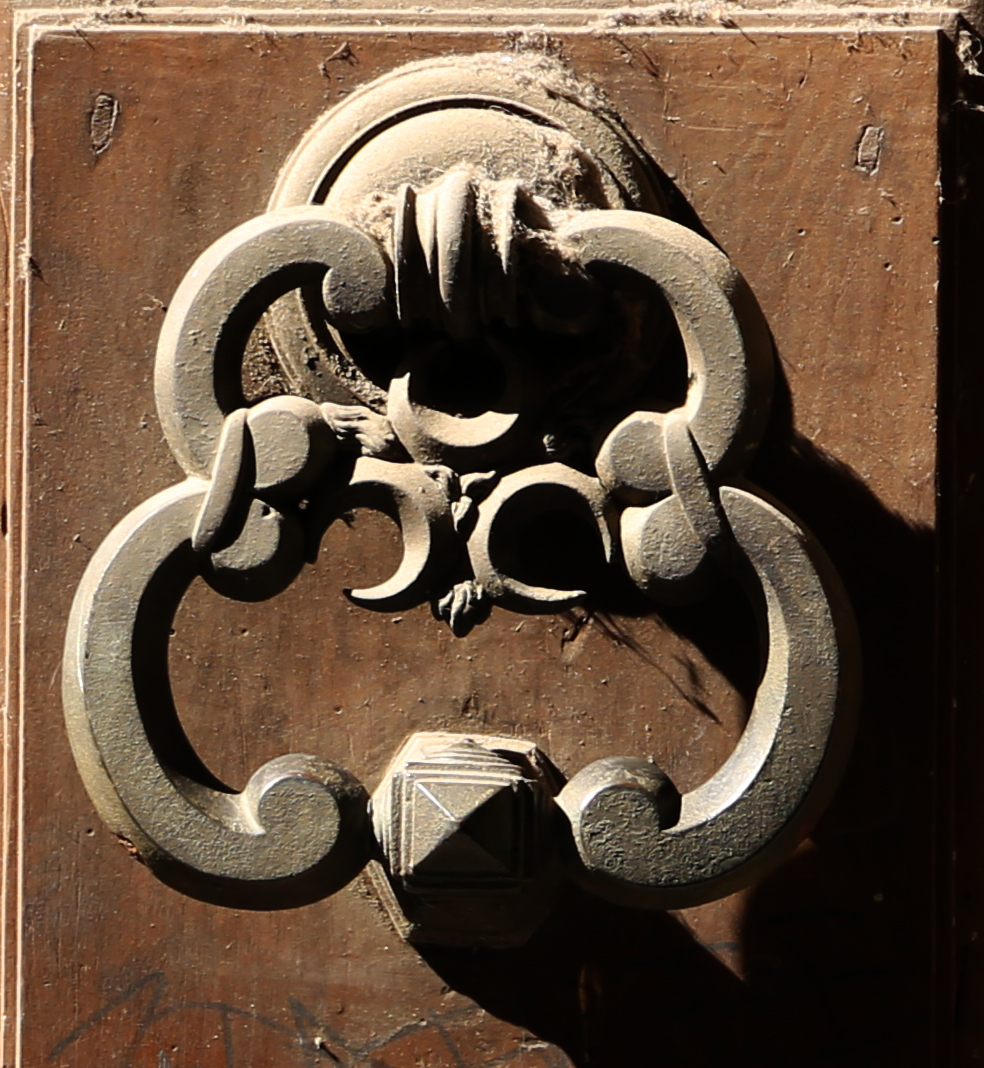
Maniglia nel portale laterale coi crescenti Strozzi

## Bibliografia

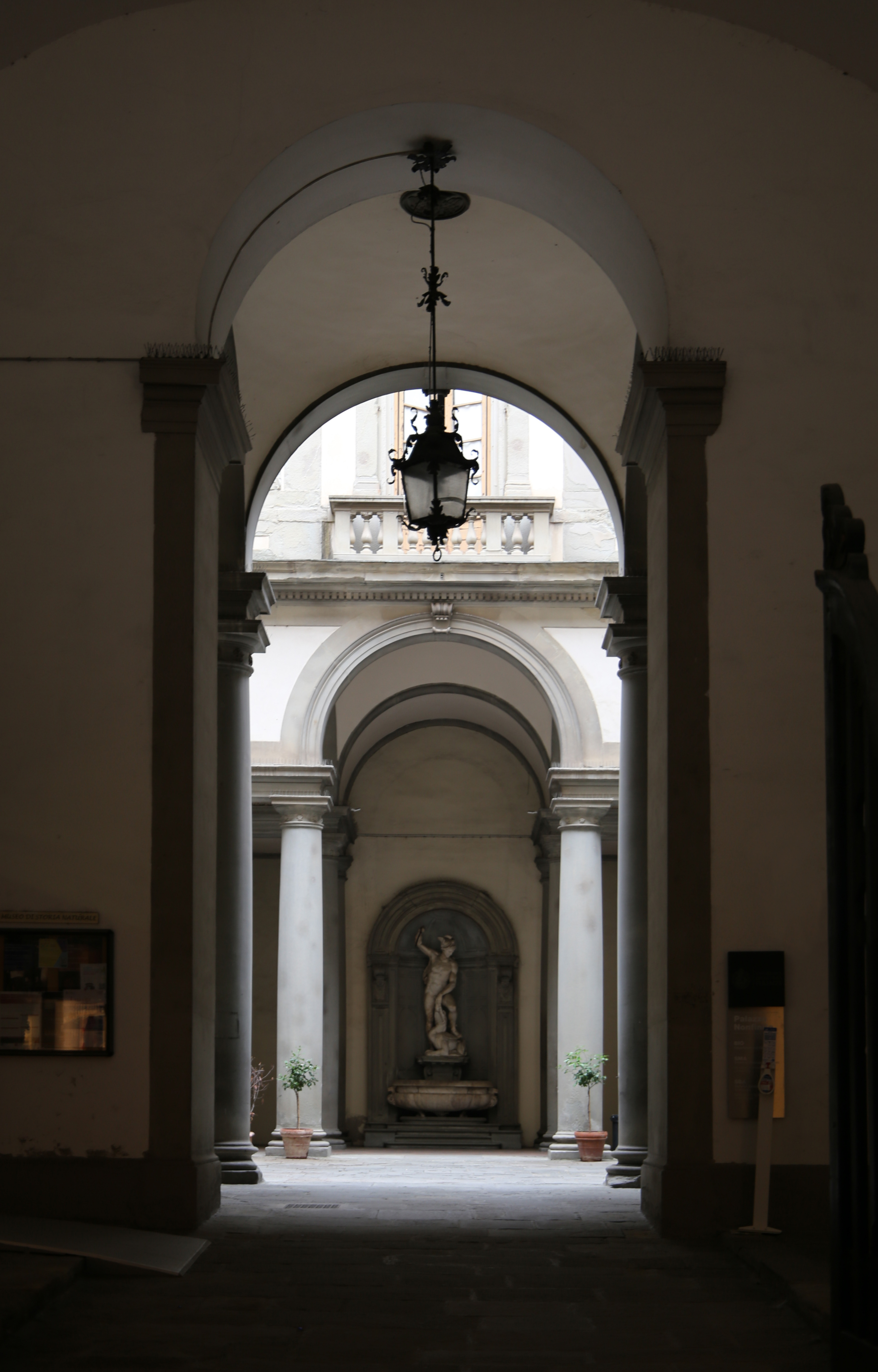
L'androne e il cortile

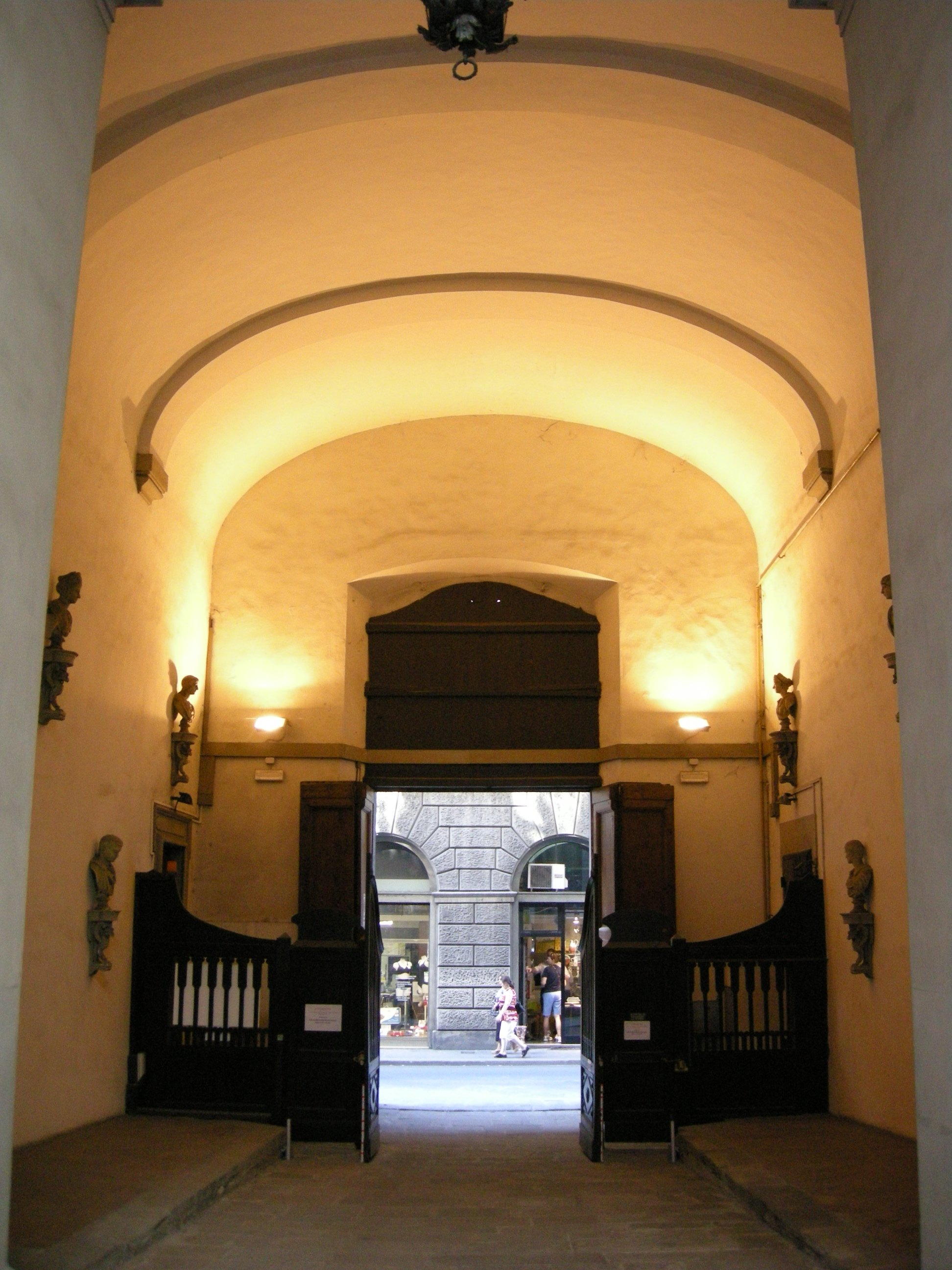
L'androne carrozzabile

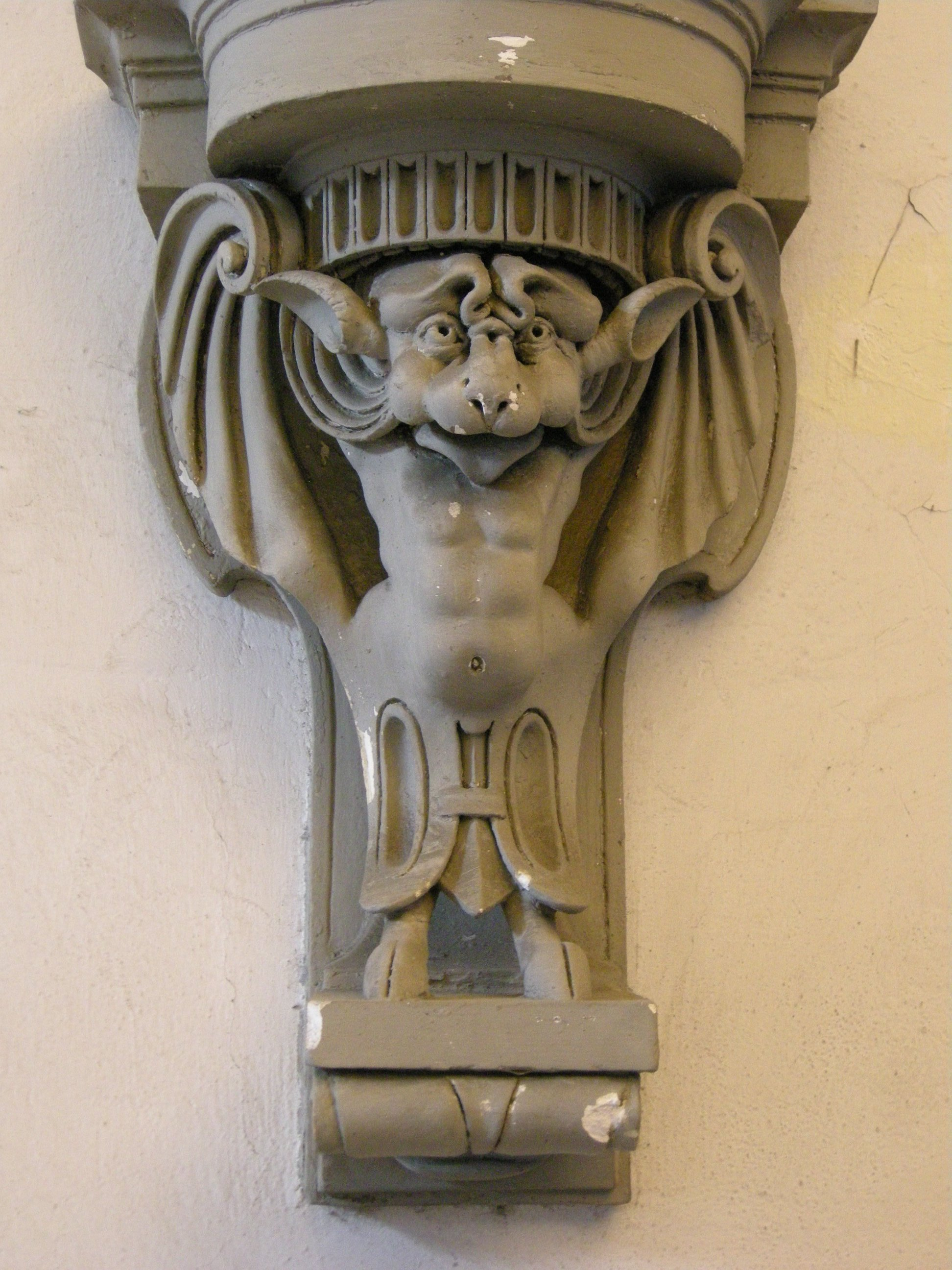
Base per calchi di busti antichi nell'androne, del XIX secolo, ispirato a modelli del Buontalenti

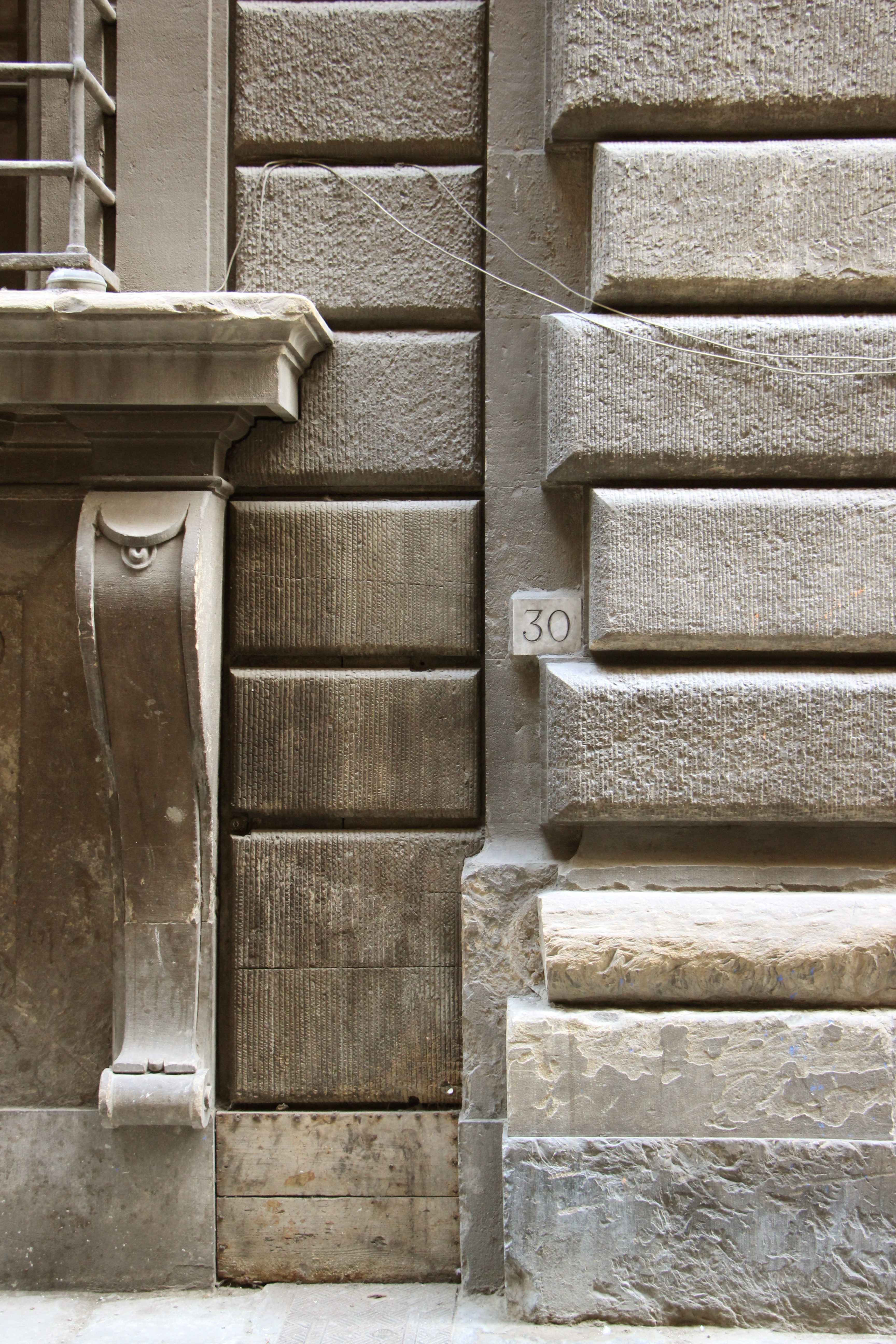
La porta nascosta, in borgo Albizi